# マキ科
マキ科（学名：Podocarpaceae）は、球果植物の科。北半球で進化し繁栄している針葉樹がマツ科（Pinaceae）なのに対し、マキ科はナンヨウスギ科（Araucariaceae）とともに南半球を代表する針葉樹のグループである。分布の中心はオーストラリアやニュージーランド、およびその周辺の太平洋の島々である。日本は分布の北限にあたり2種のみが分布するが、世界的には200種近くが含まれるとみられている。

## 和名
和名はマキ科という名前であるが、標準和名マキという植物が存在しない。日本に分布するマキ科の種はイヌマキ（Podocarpus macrophyllus）といい、「マキ」という植物に劣ることから「犬」という接頭語を付けたとみられている。「マキ」がどの植物を指すのかは諸説あるが、スギ（Cryptomeria japonica）もしくはコウヤマキ（Sciadopitys verticillata）であるという説が有力である。なお、スギはヒノキ科、コウヤマキも名前こそ似ているがコウヤマキ科に属し、いずれもイヌマキとは遠縁である。このことからマキ科をイヌマキ科と呼ぶ場合もある。

## 形態
葉は十字対生でつく。葉は針状のものから、ナギのようにある種の広葉樹のような丸いもの、ヒノキ科のヒノキやアスナロのように魚の鱗の様なものもある。

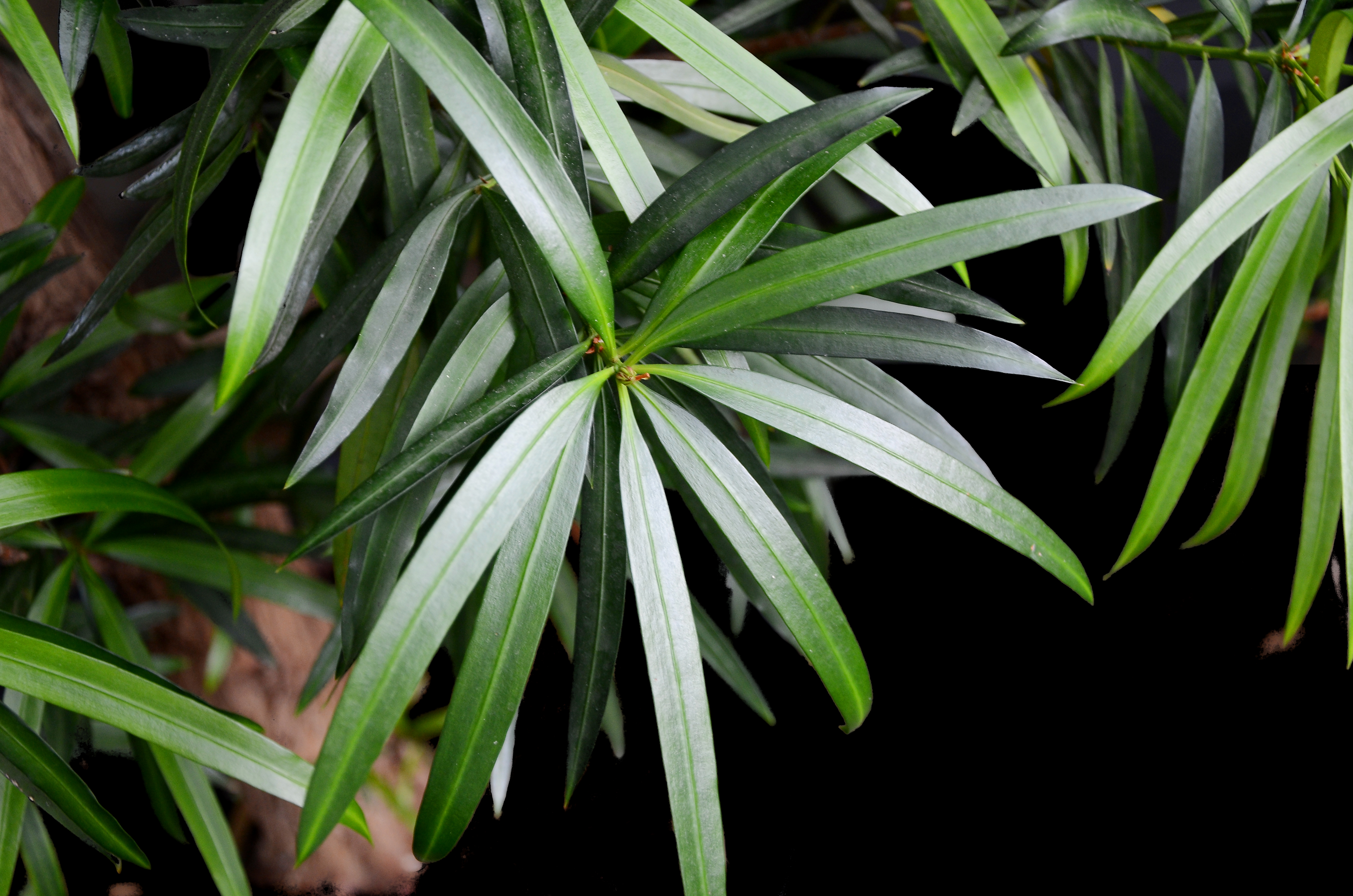
マキ属の葉

花は雌雄異株（雄花だけ付ける雄株、雌花だけ付ける雌株の2種類があること）となる種が多い。マツ科やヒノキ科は雌雄同株である。

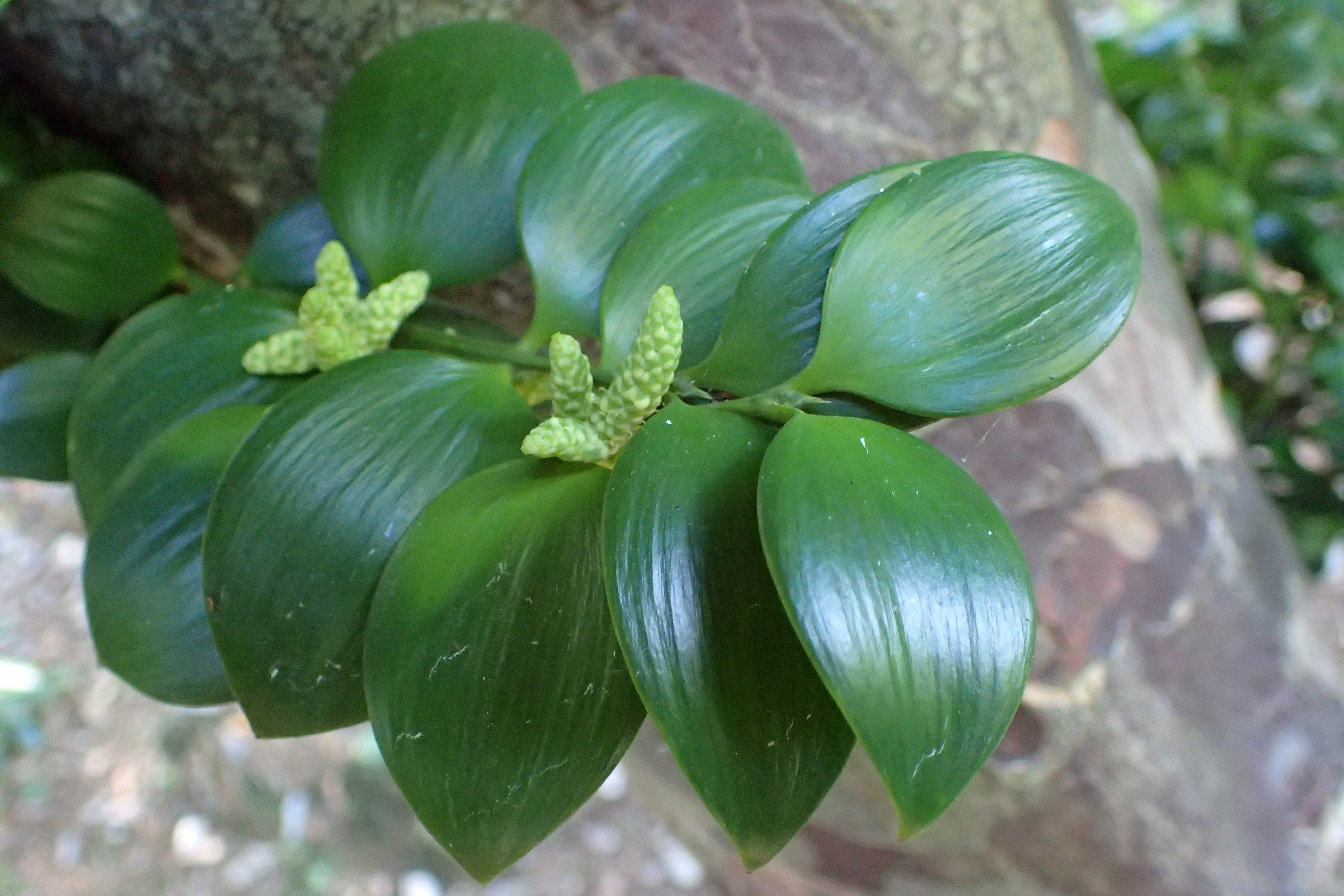
ナギ属の雄花

## 生態
広葉樹が強い熱帯においても条件次第では優勢になることがあり、パプアニューギニアの高原の湿地の脇ではDacrydium属（和名未定）などマキ科の針葉樹林が広葉樹より優勢だという。一因として菌根が関係しているといわれている。
昆虫ではキオビエダシャク（Milionia basalis）の幼虫がイヌマキやナギの葉を食べることで知られる。ケブカトラカミキリ(Hirticlytus comosus)など、幹を食料として利用する昆虫もいる。

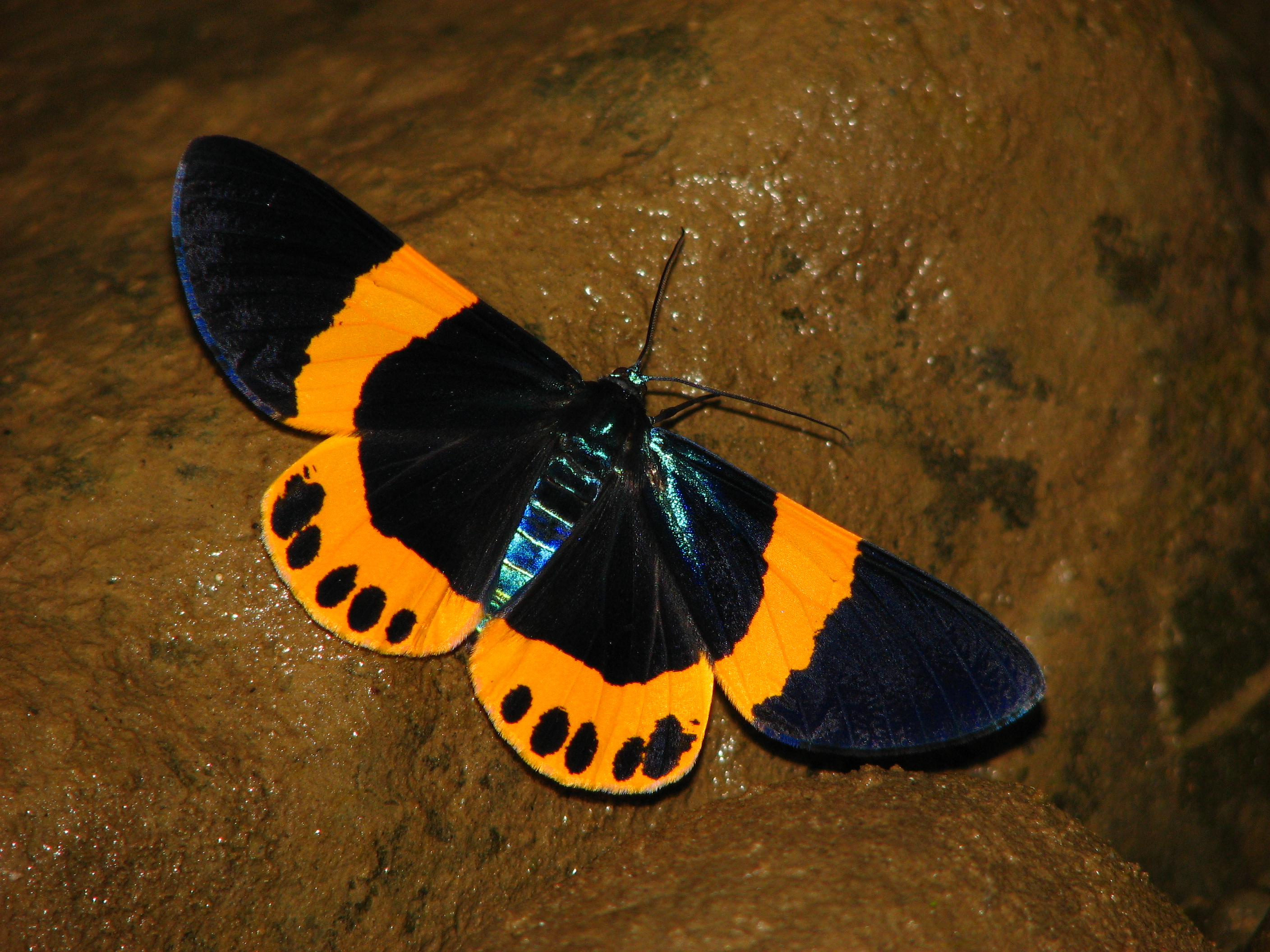
キオビエダシャクの成虫
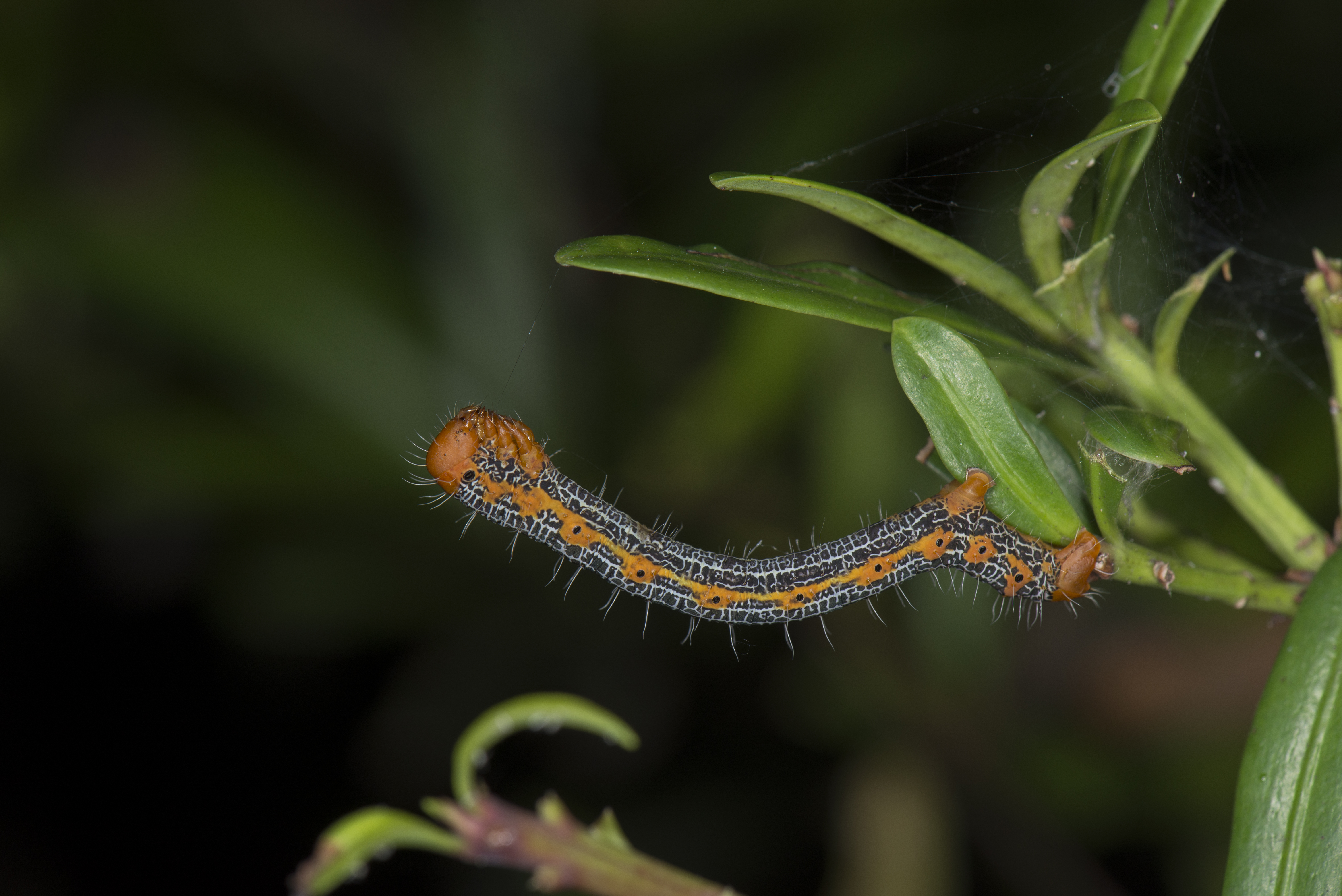
キオビエダシャクの幼虫

## 人間との関わり
大きくなる種では木材として使われる。イヌマキなどはシロアリの食害に対して強いとされ、かつての沖縄では高級建材として扱われた。庭園樹や生垣としてもよく用いられる。
マキ属のイヌマキやイラワラプラム（Podocarpus elatus）の果実には少量なら食べられるものもあるが、一般に種子は細胞毒性を持ち有毒である。葉や花粉も有毒で、これらはイチイ科にも共通である。特に花粉はアレルギーの原因となることがあるとされる。毒成分の一つがラクトン類であり、生薬として利用されることもある。

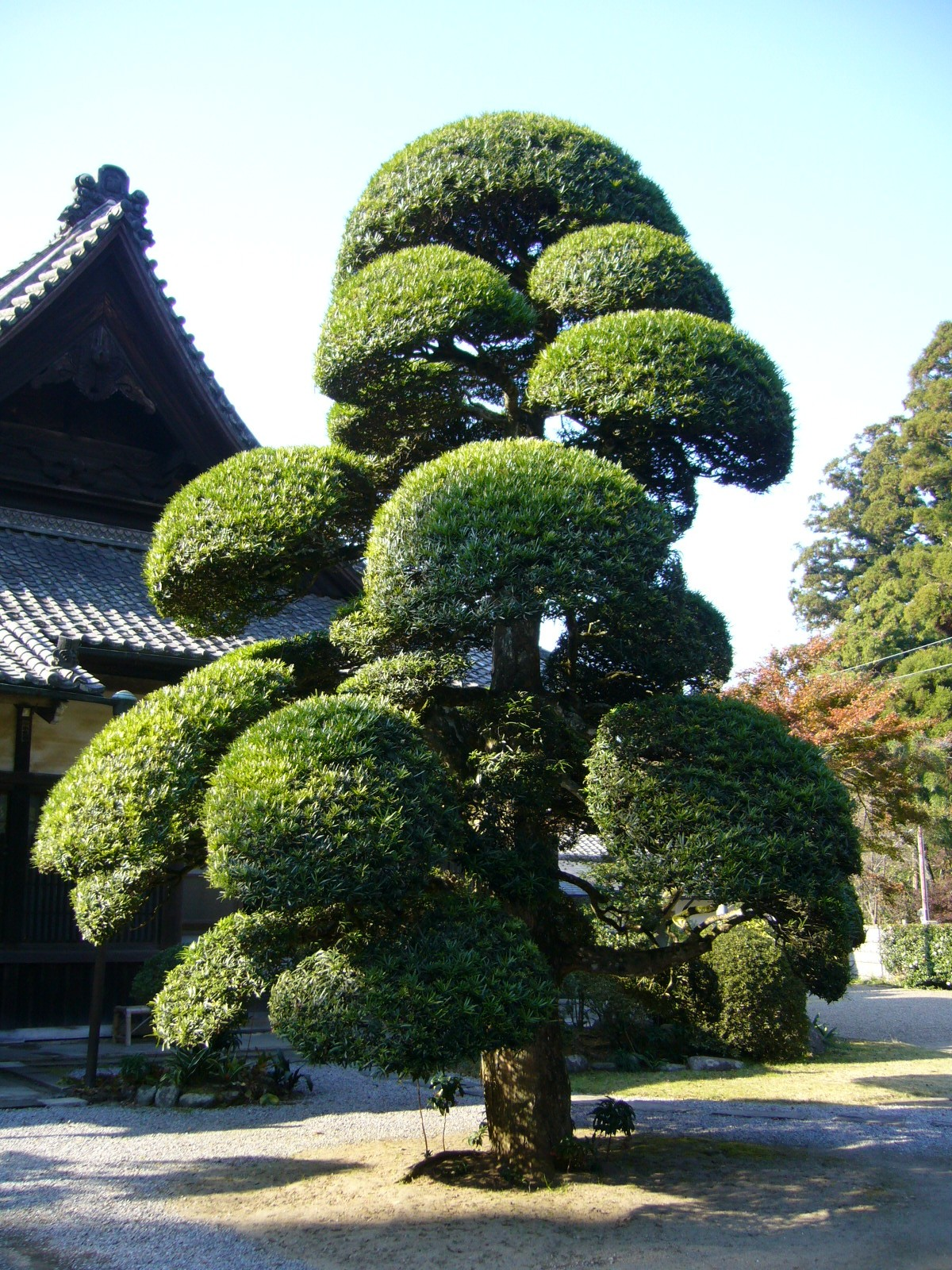
庭木として用いられるイヌマキ
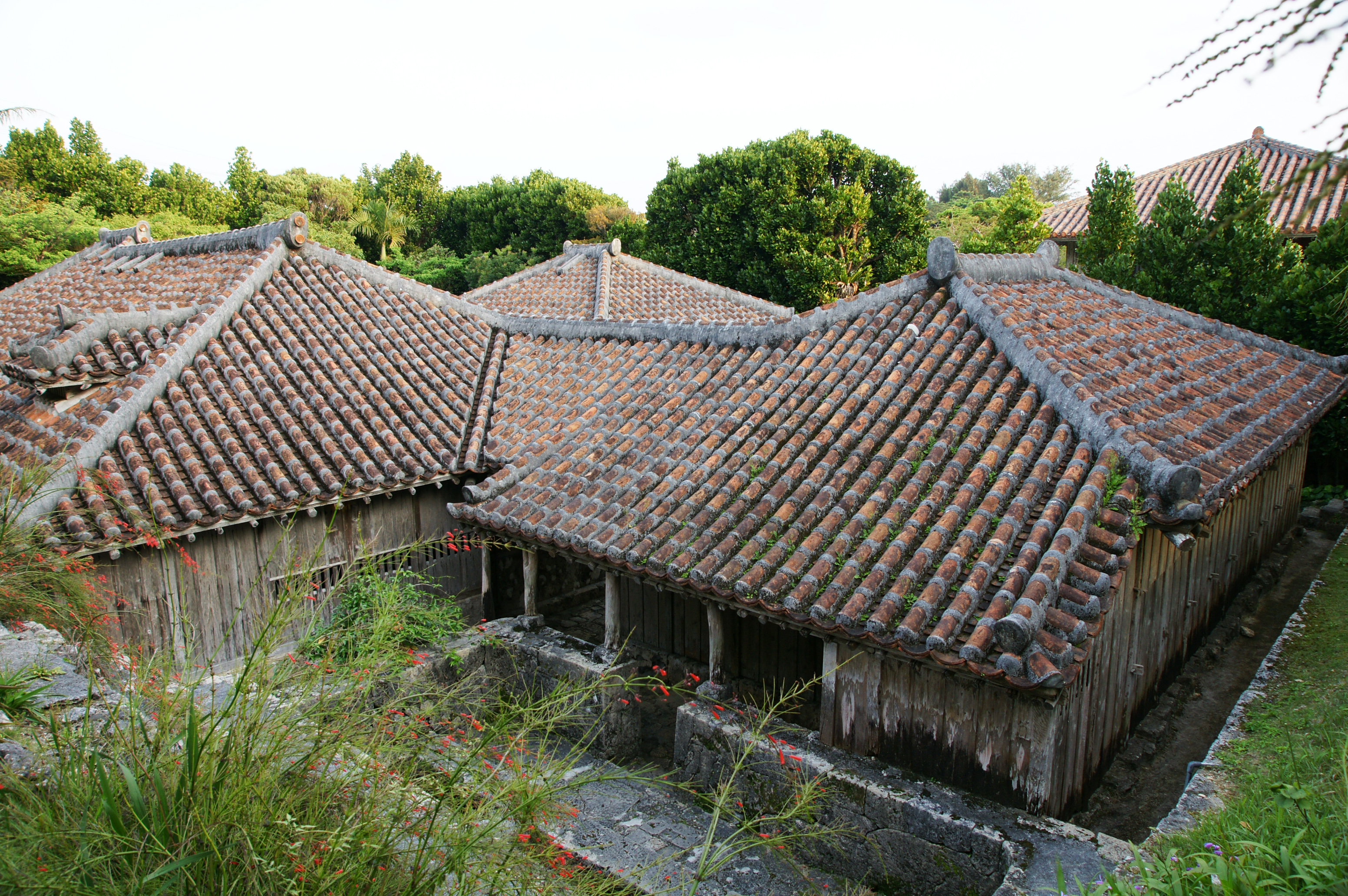
沖縄の豪農中村家の住宅はイヌマキ材を用いた
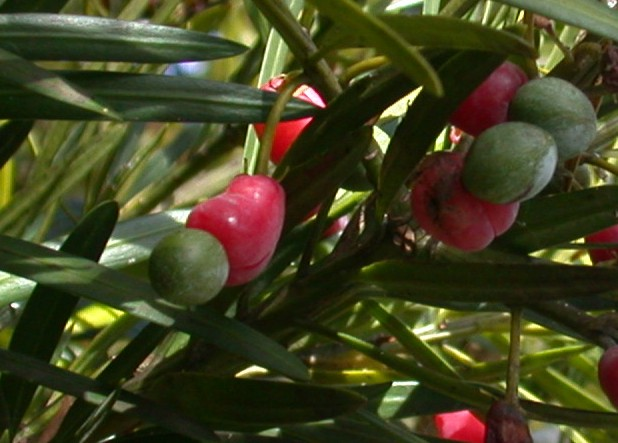
イヌマキの赤い果実は食べられるが緑色の種子は有毒

## 下位分類

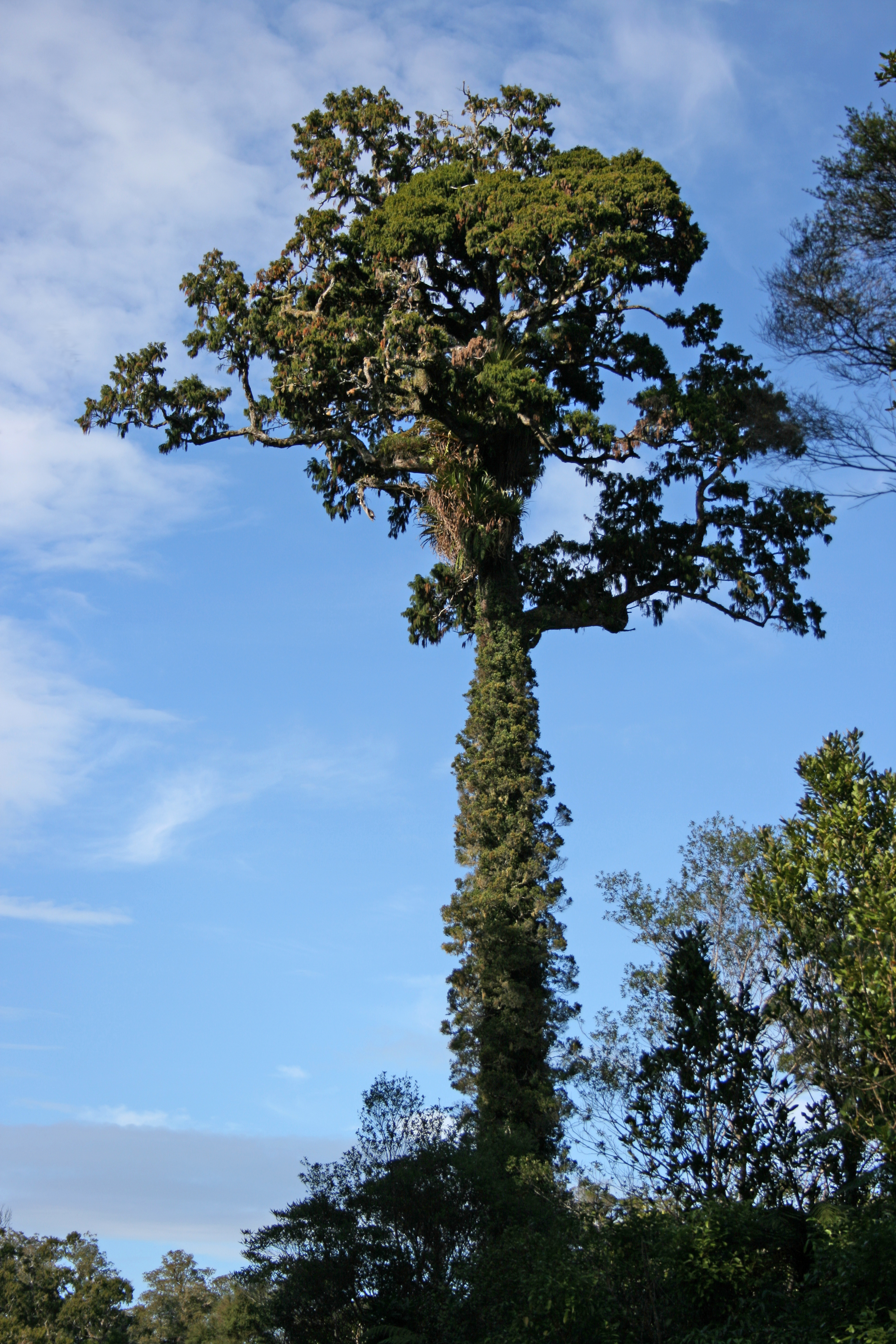
Dacrydium属の樹形
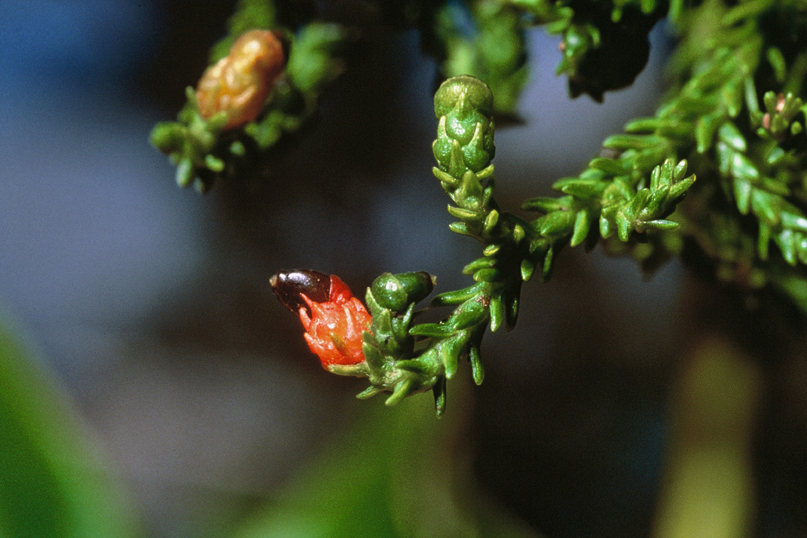
Dacrydium属の実

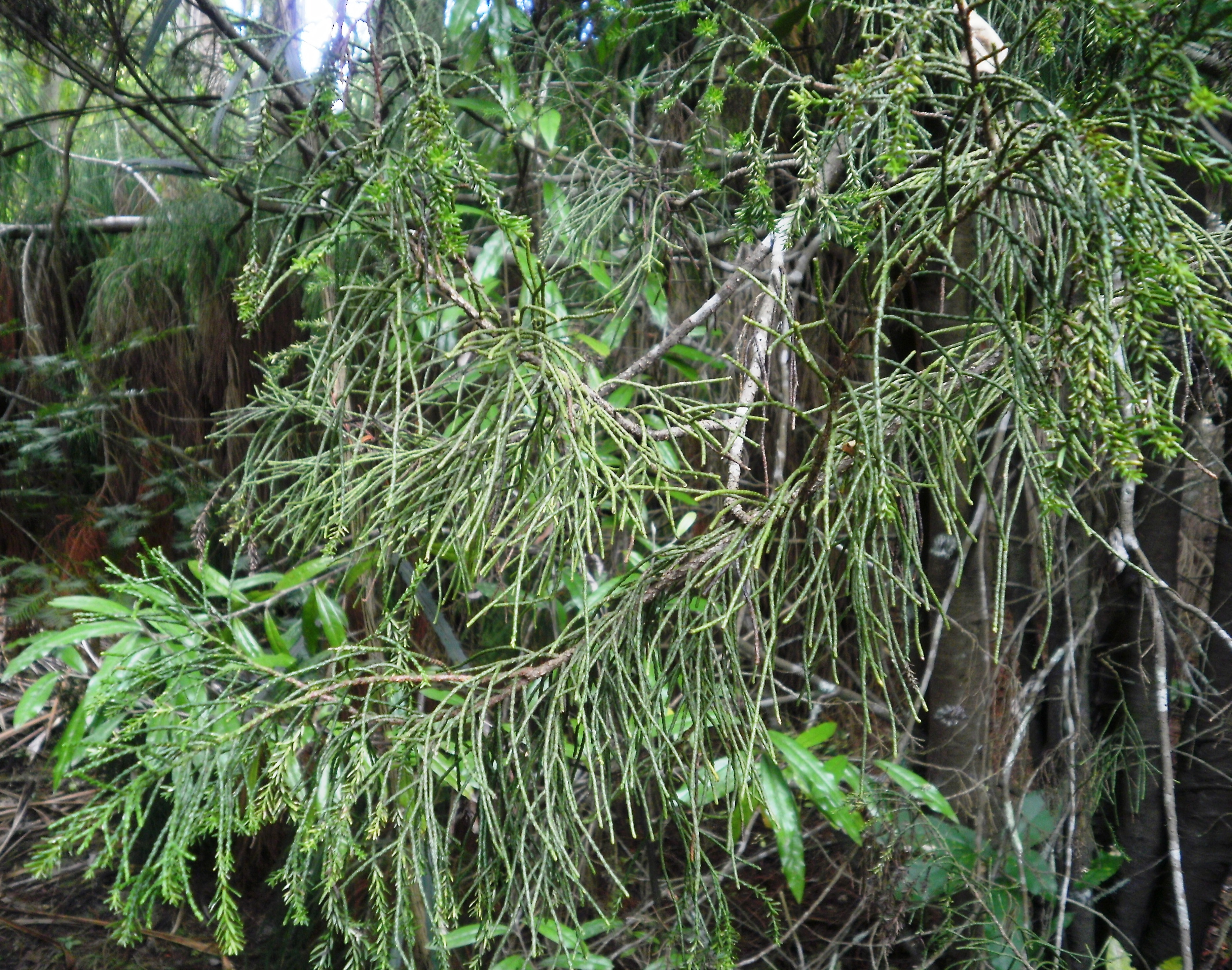
Manao属の葉
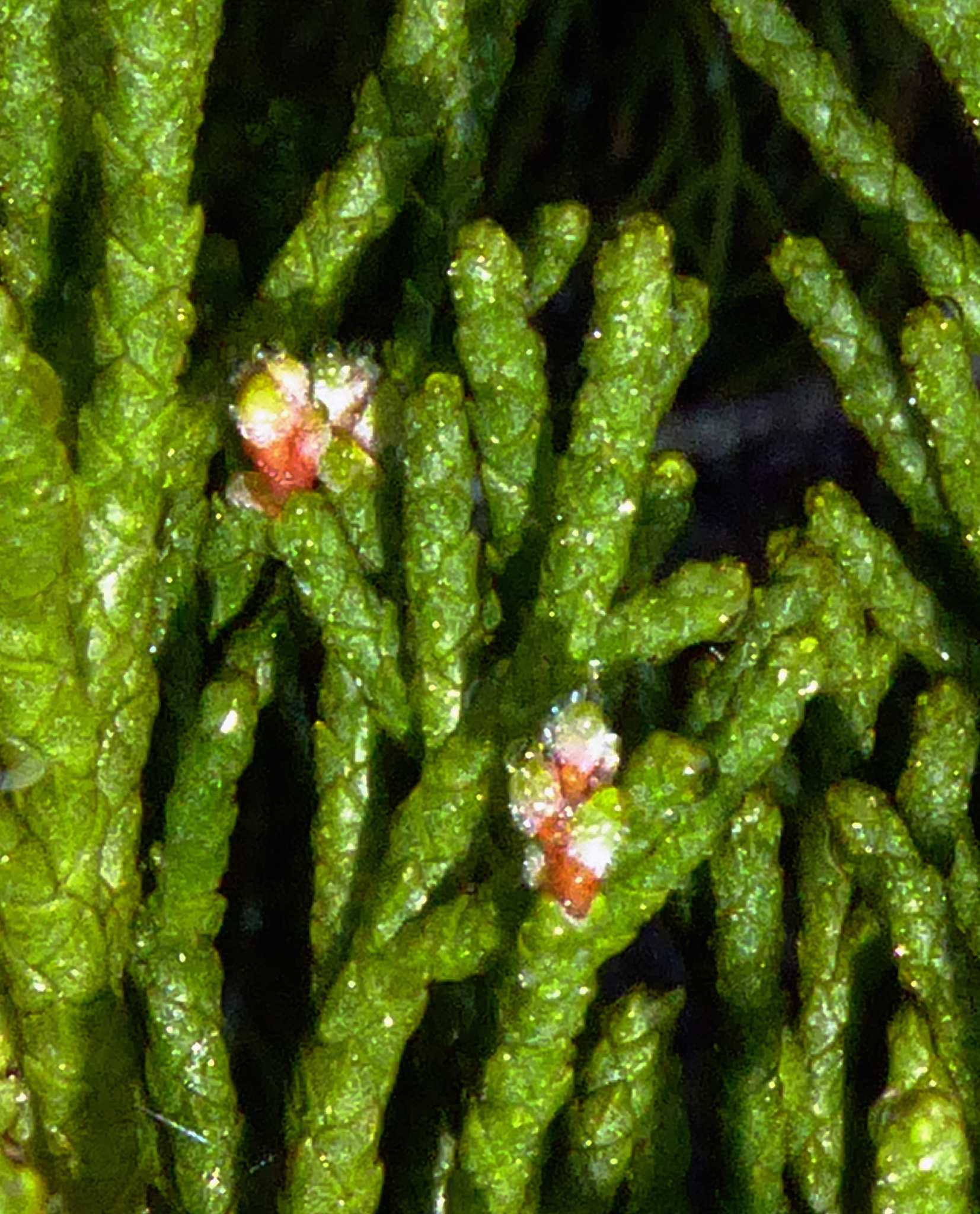
Manao属の葉の拡大

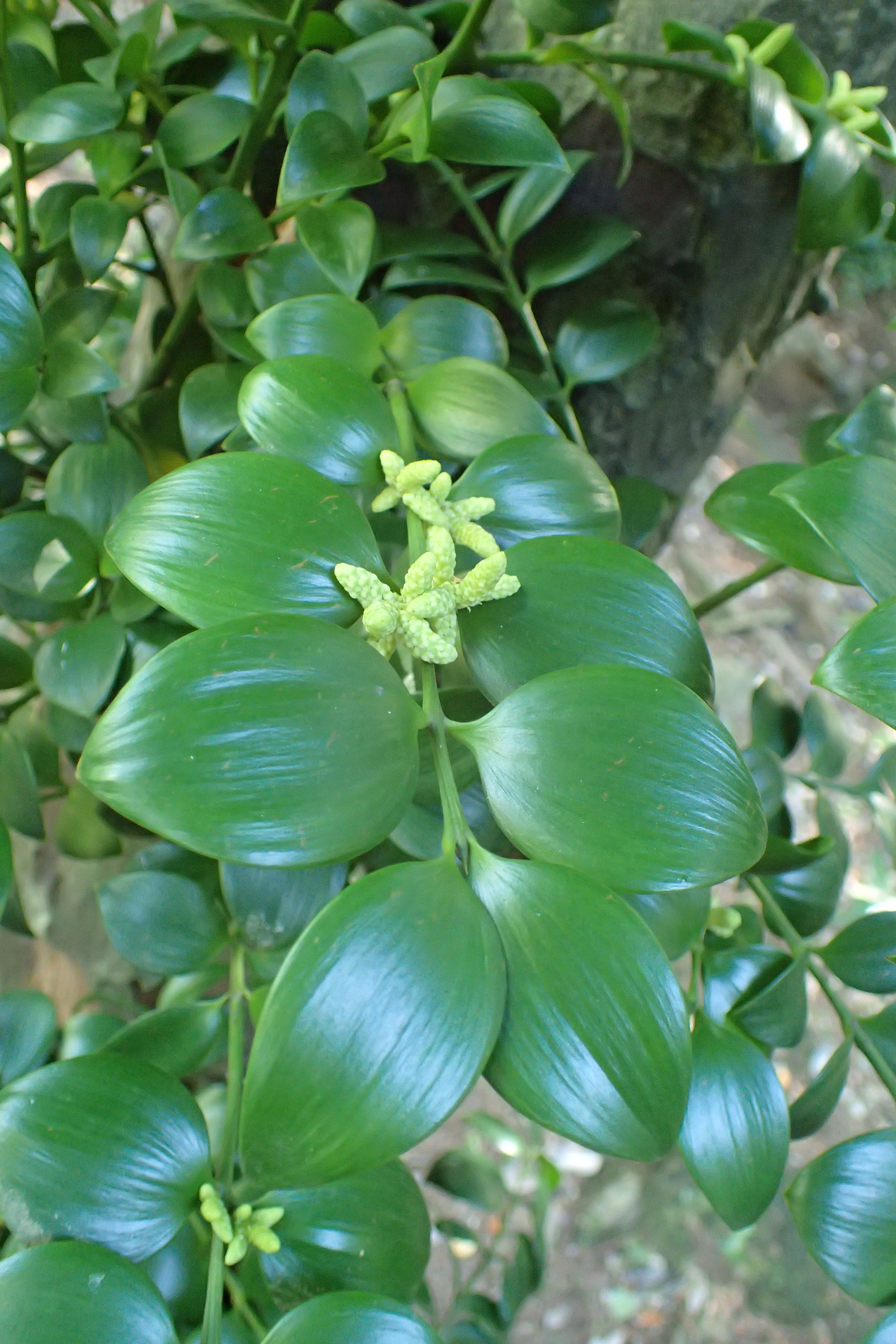
ナギ属の葉と雄花
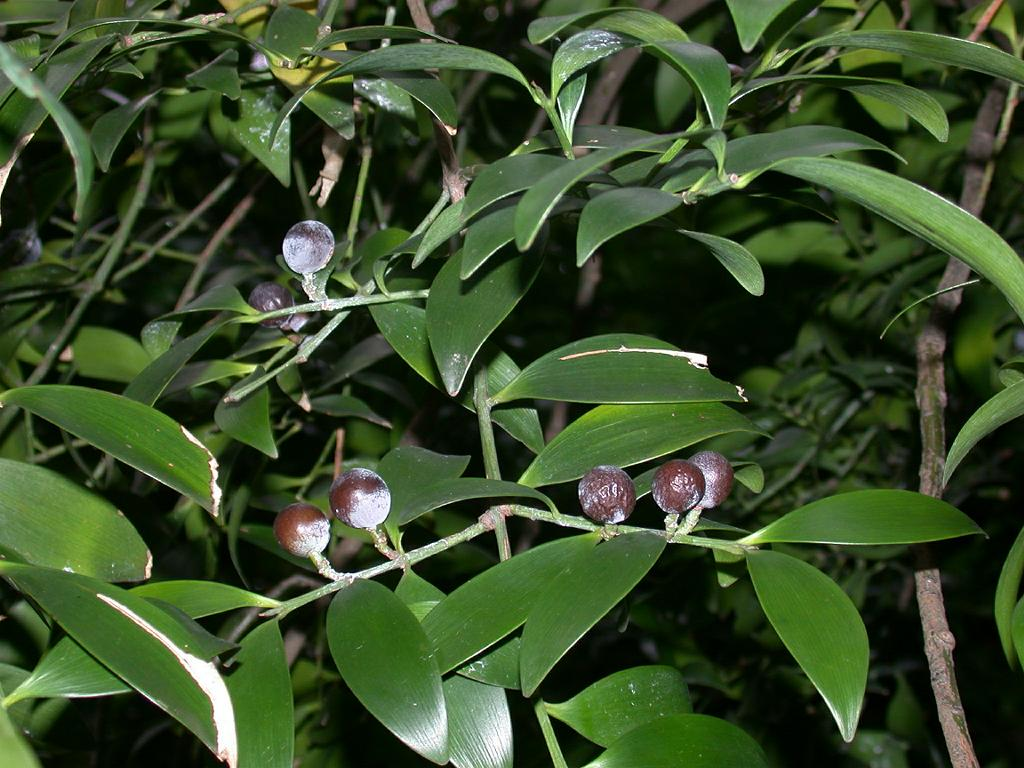
ナギ属の実

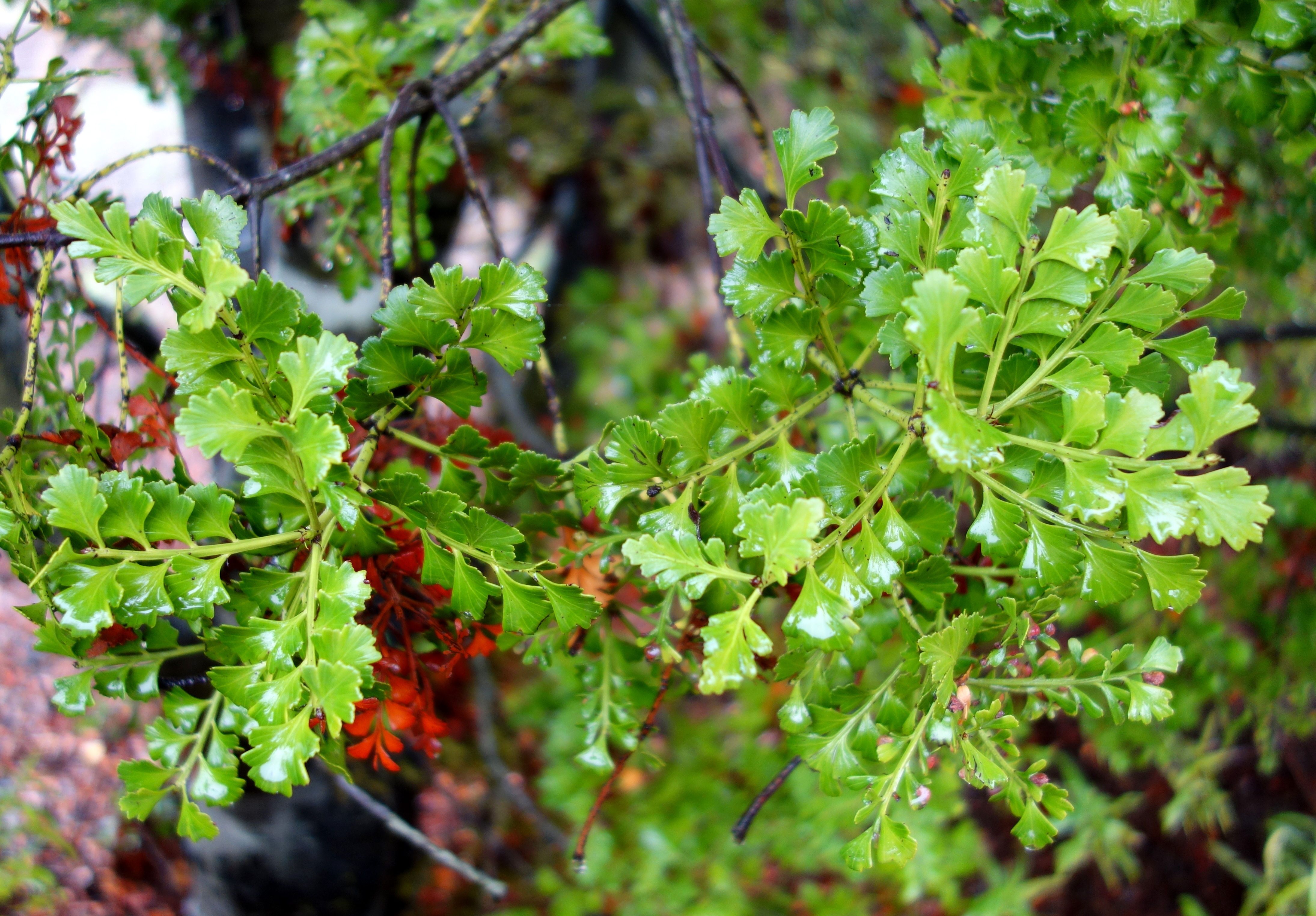
エダハマキ属の葉
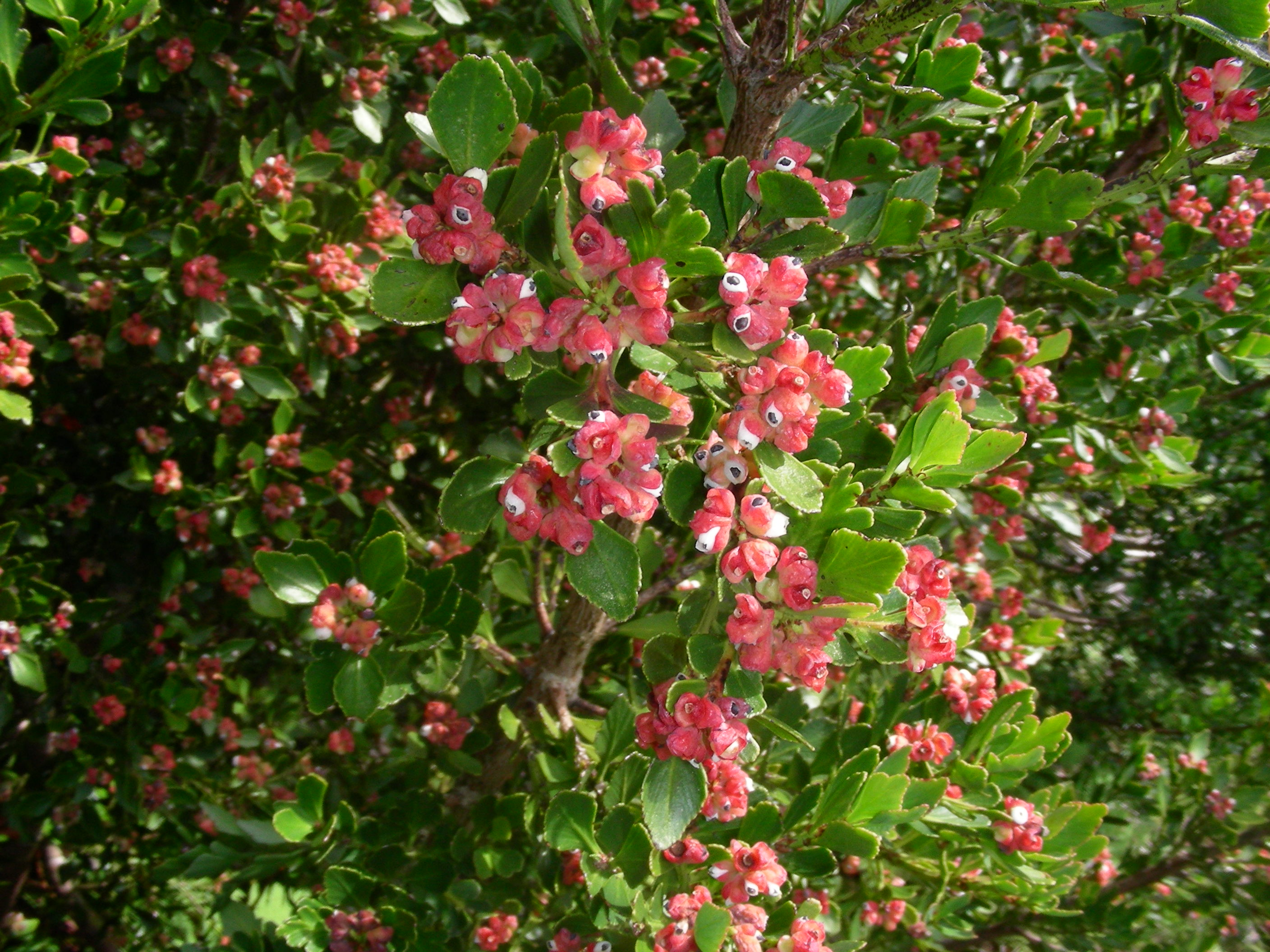
エダハマキ属の実

- Acmopyle

和名未定の属。南太平洋ニューカレドニアとフィジーに2種が分布する。

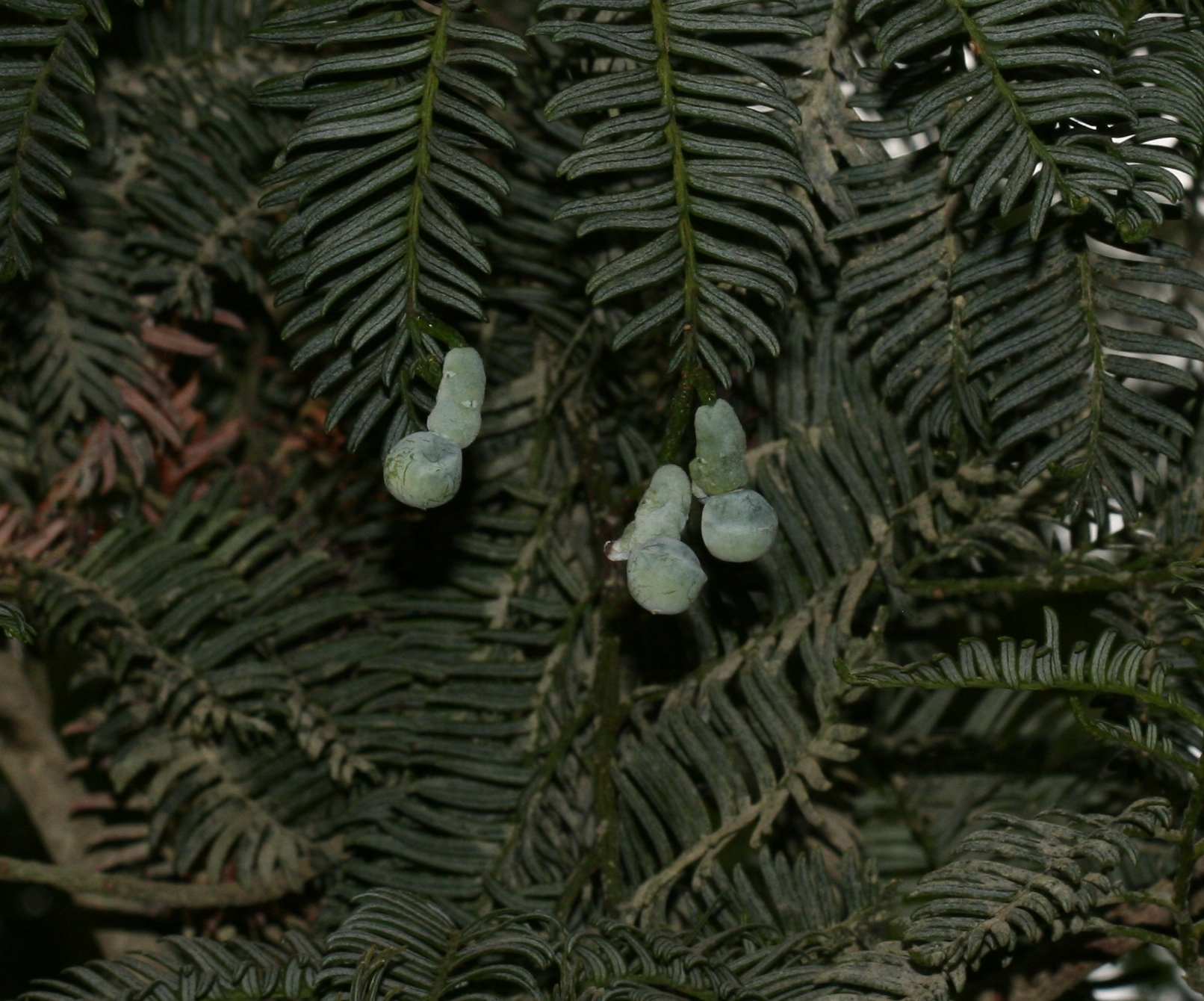
Acmopyle属の実
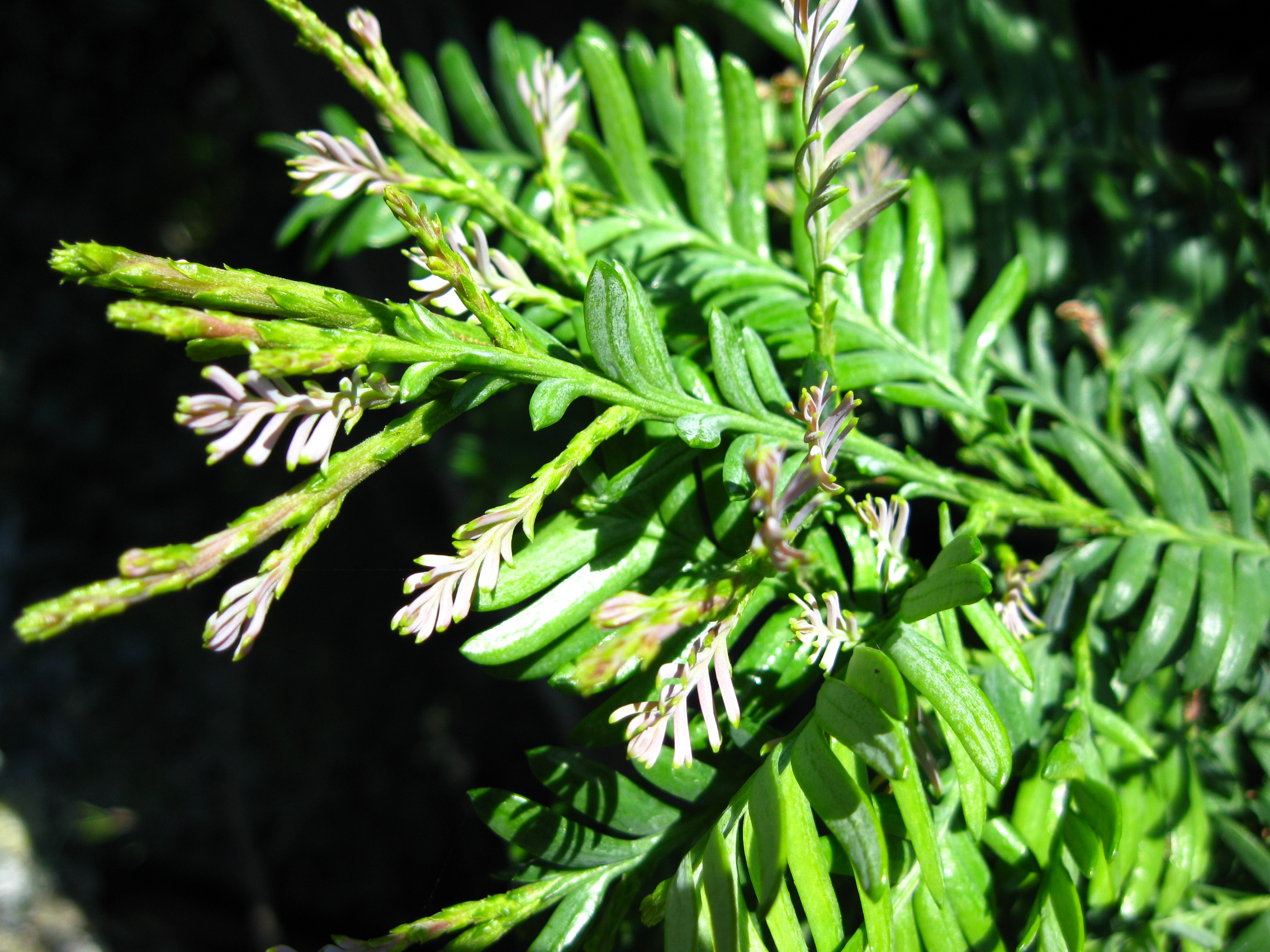
Acmopyle属の葉

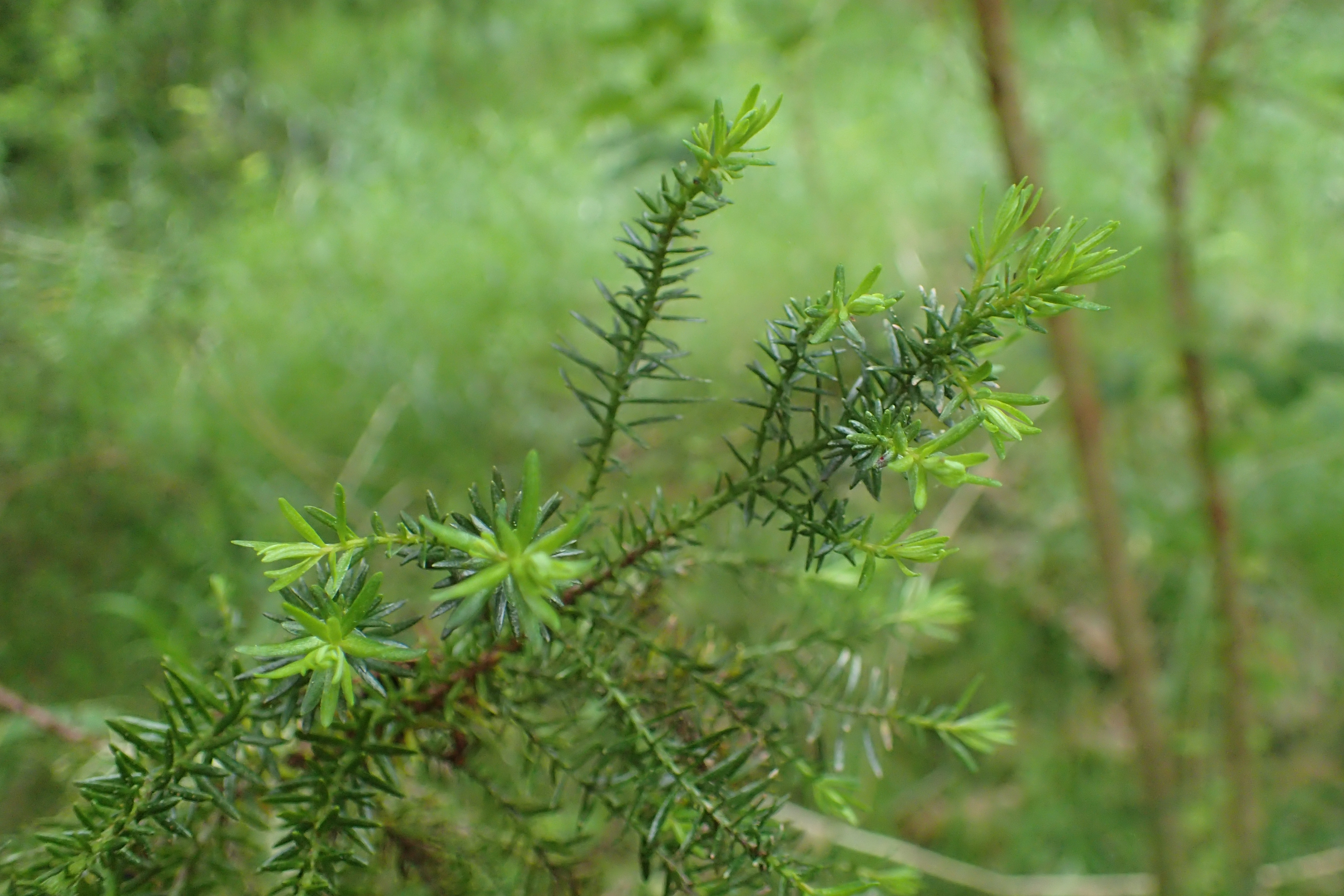
Afrocarpus
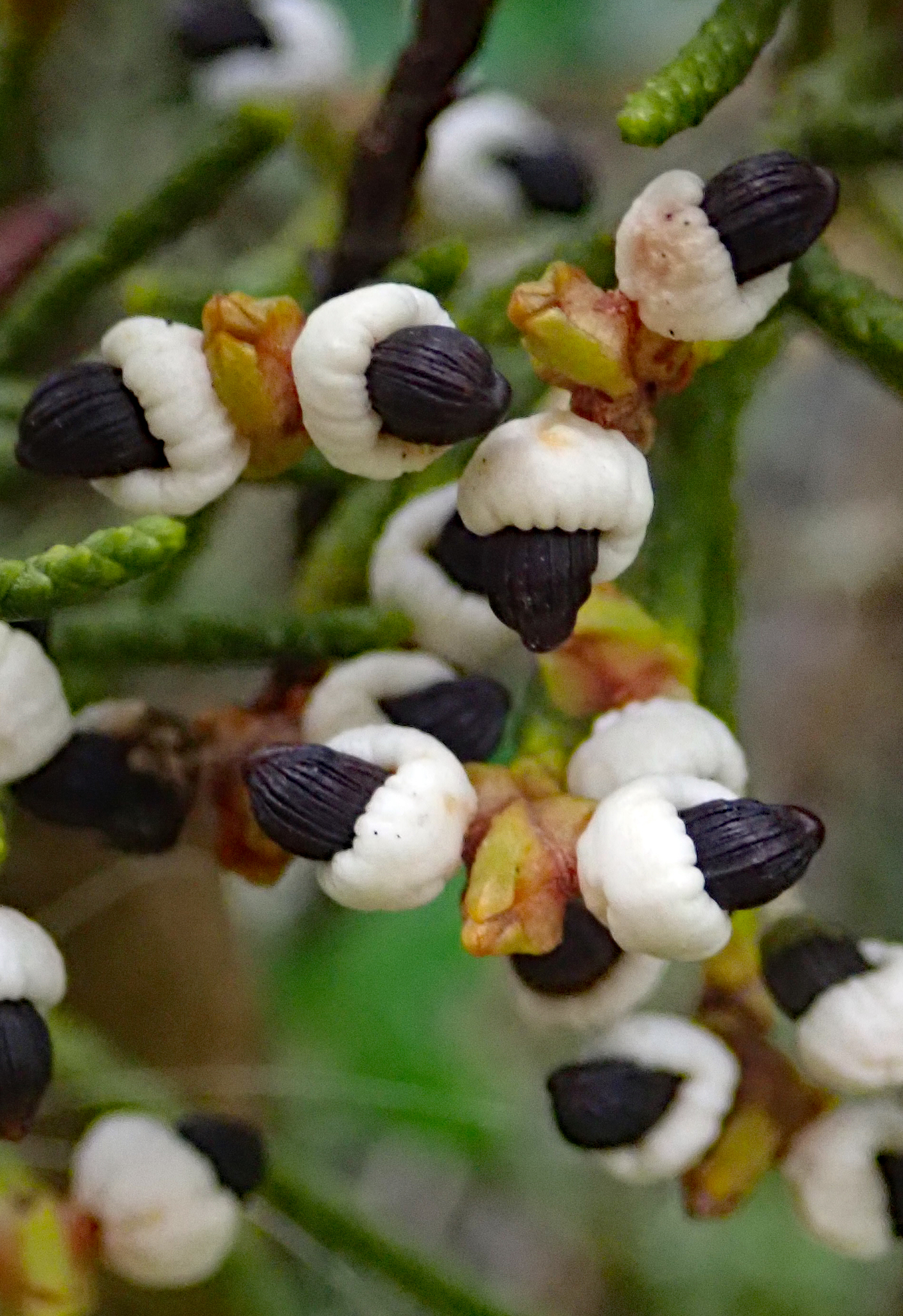
Halocarpus属の実

和名未定の属。アフリカ南部に6種が分布する。

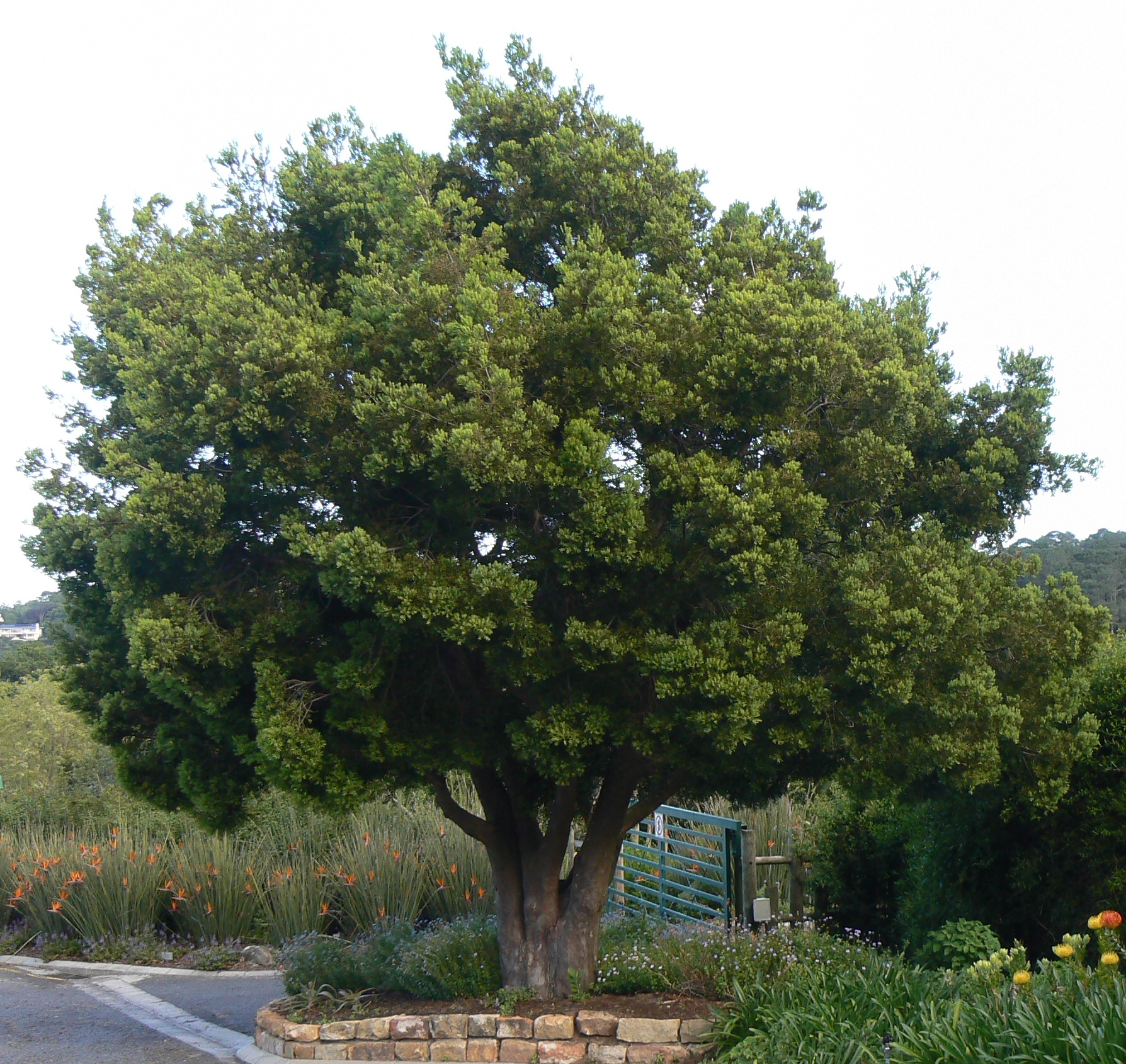
Afrocarpus属の樹形
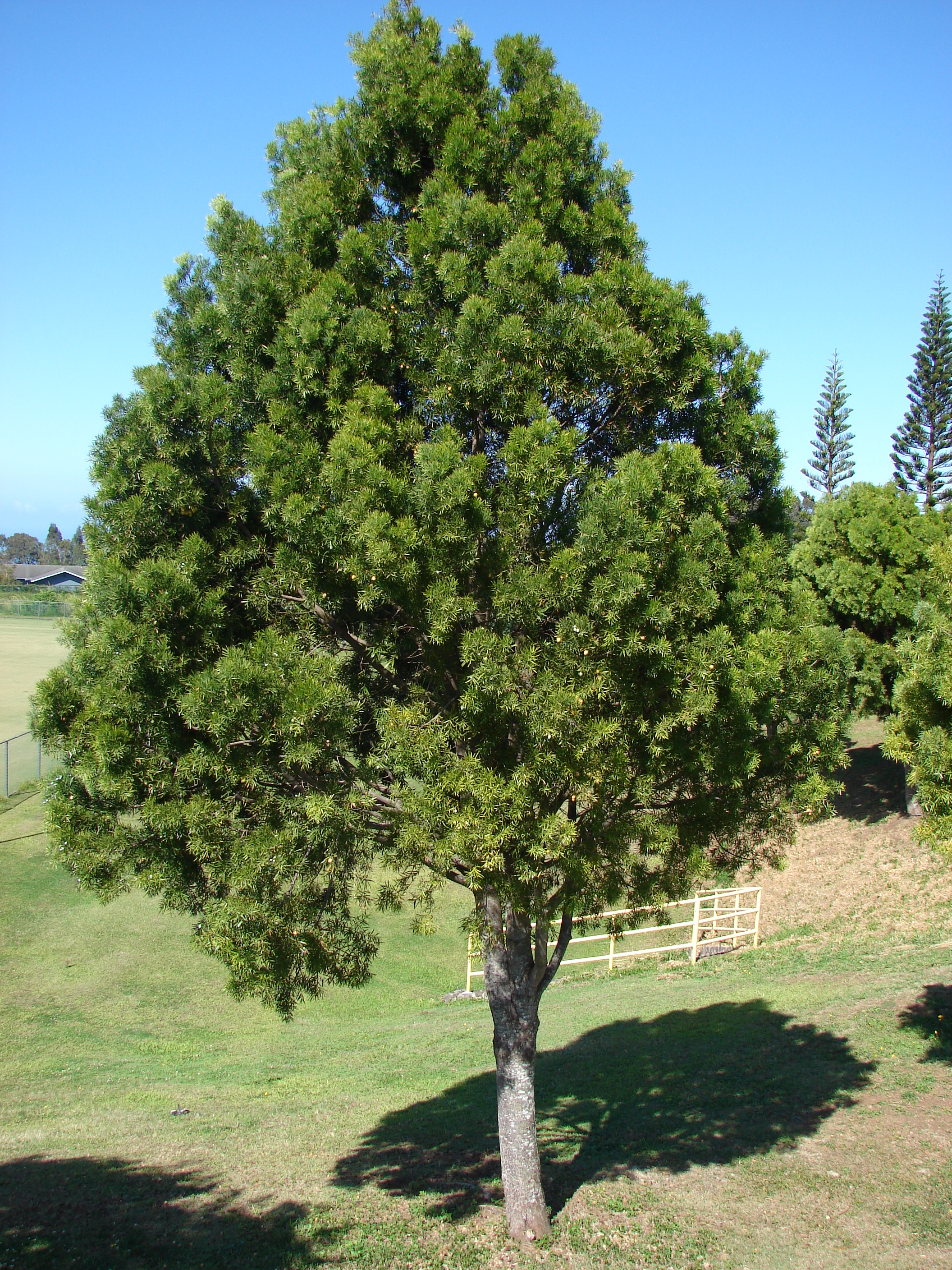
Afrocarpus graciliorの樹形
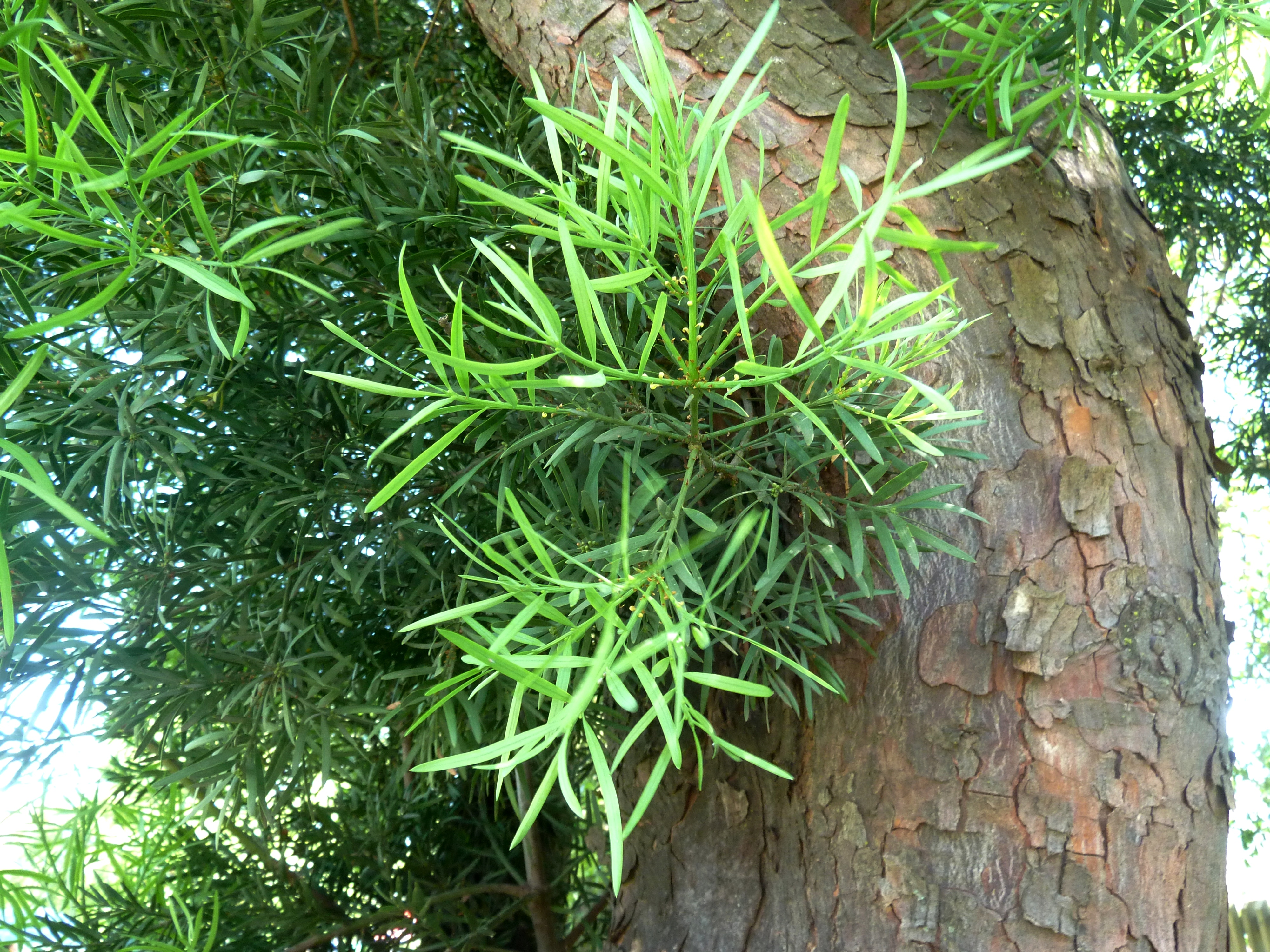
Afrocarpus属の樹皮および葉
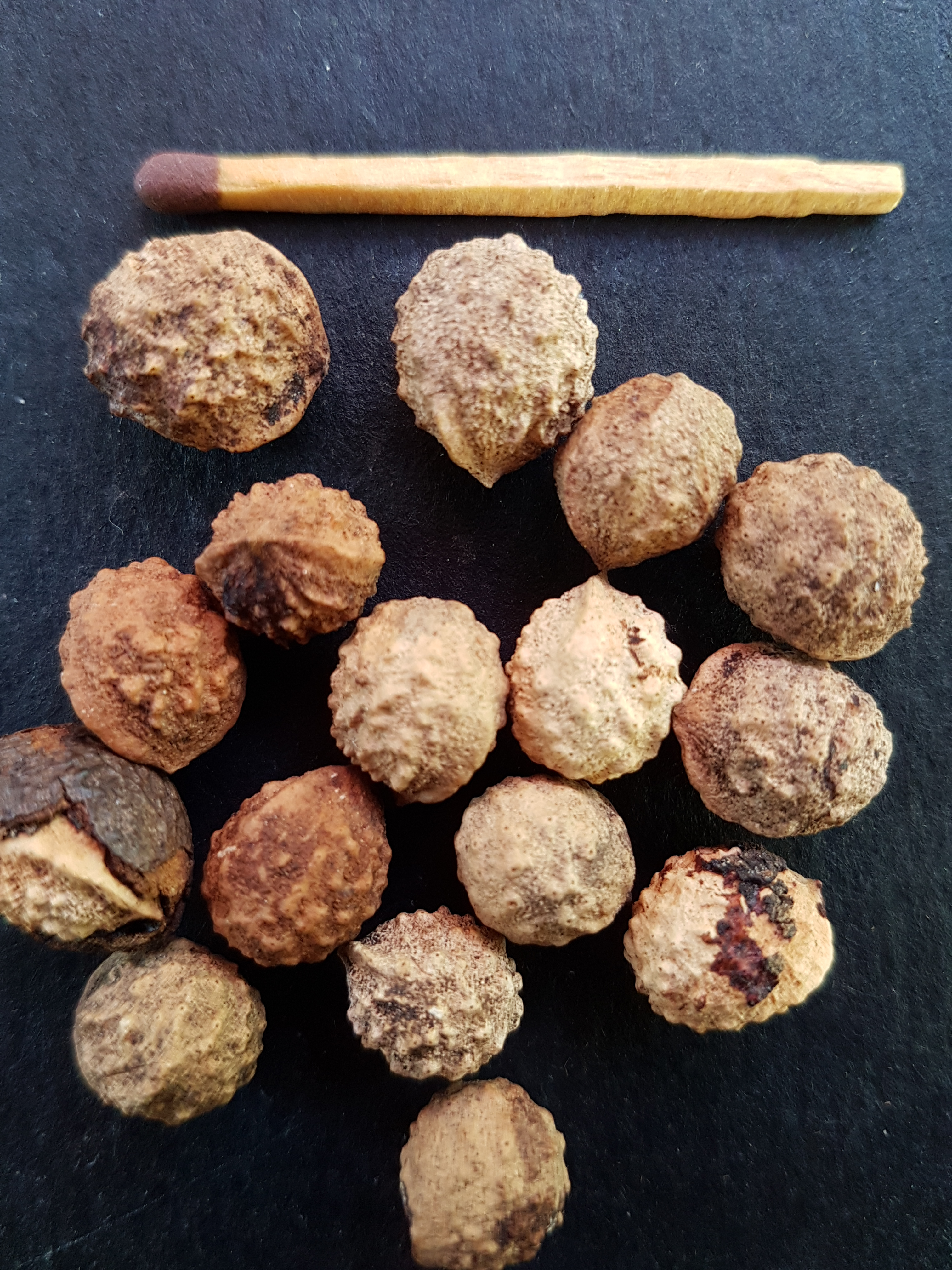
Afrocarpus属の種子

- Dacrycarpus

和名未定の属。ニュージーランドからフィリピンにかけて9種が分布する。

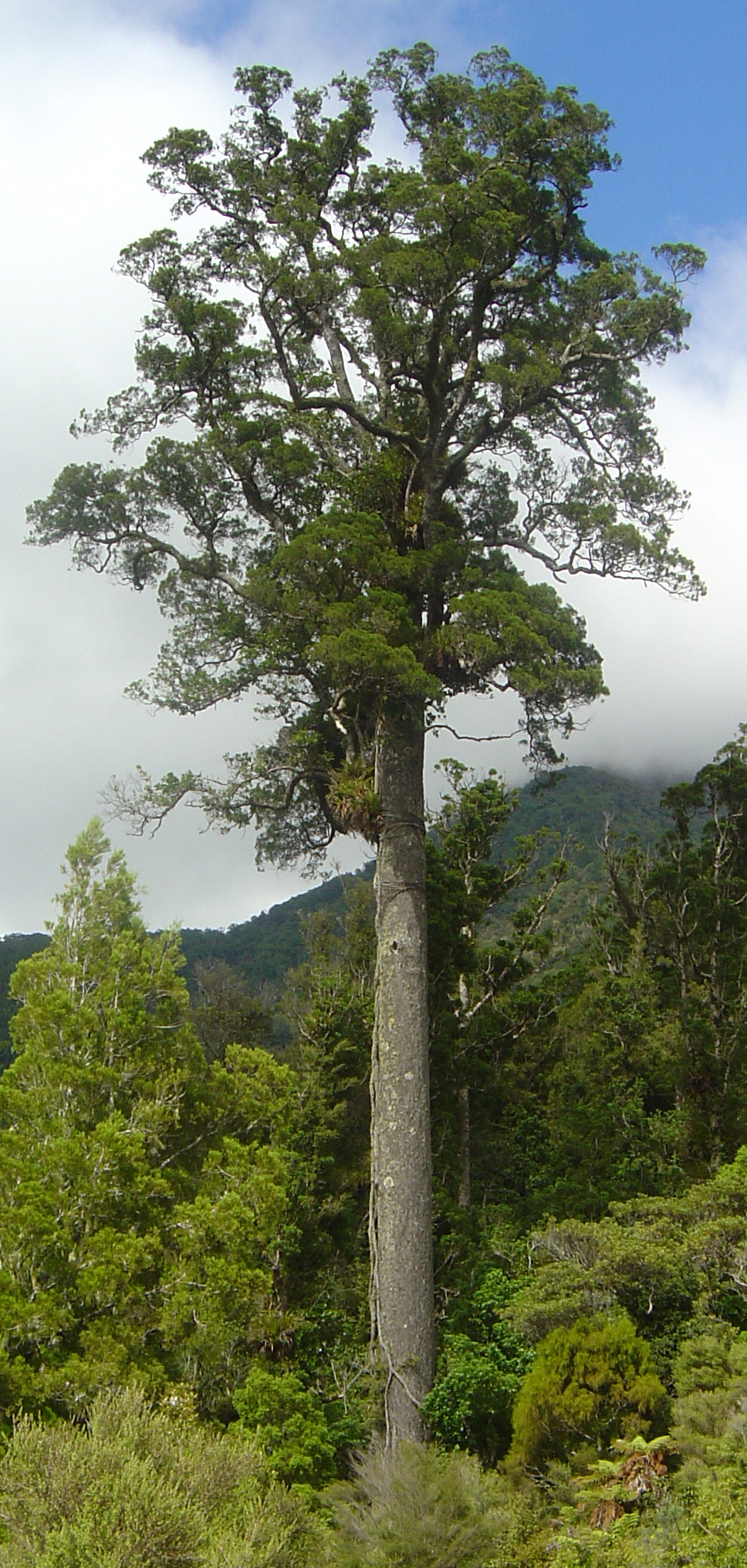
先住民はkahikateaと呼ぶDacrycarpus dacrydioides
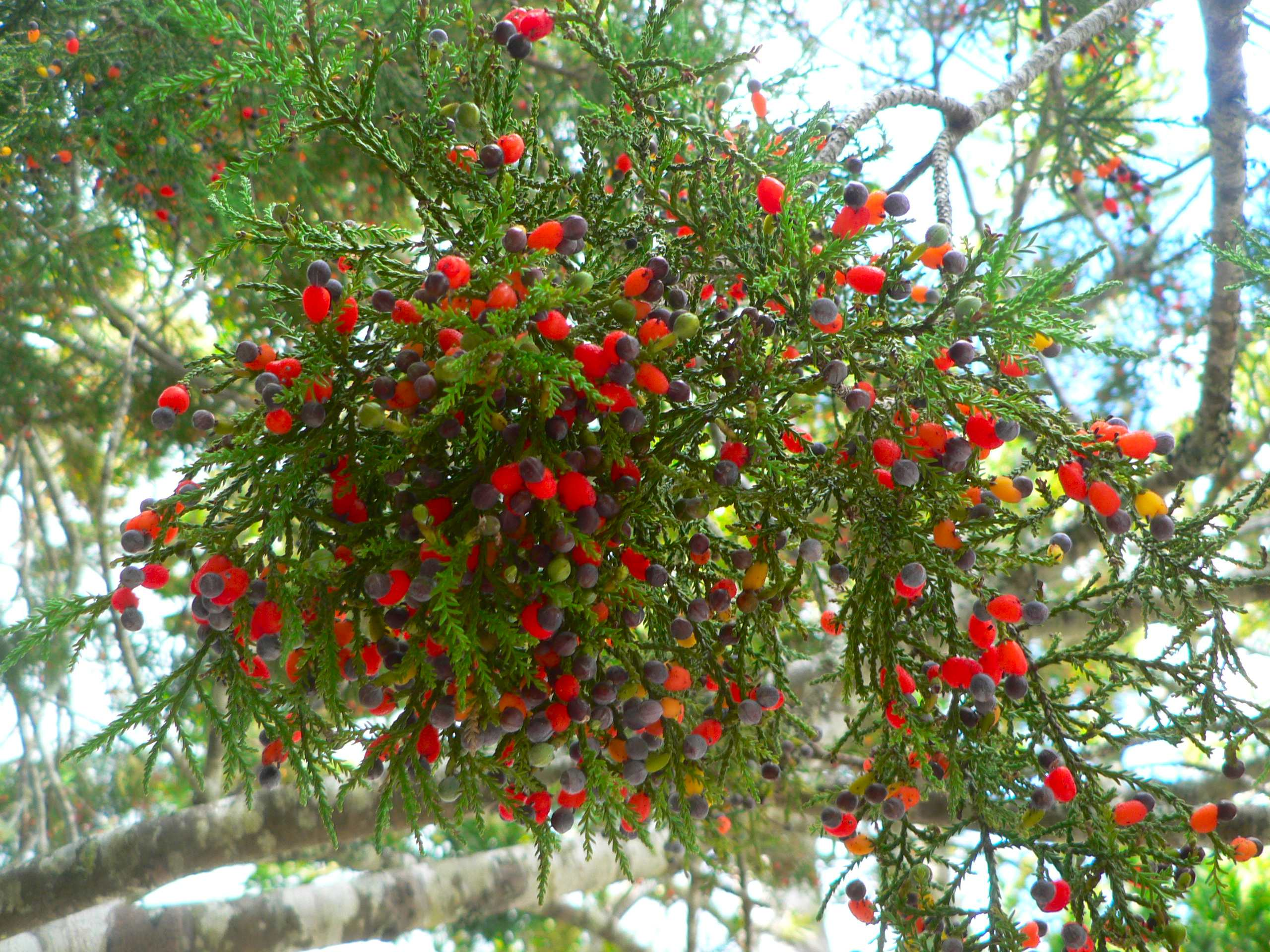
Dacrycarpus属の実
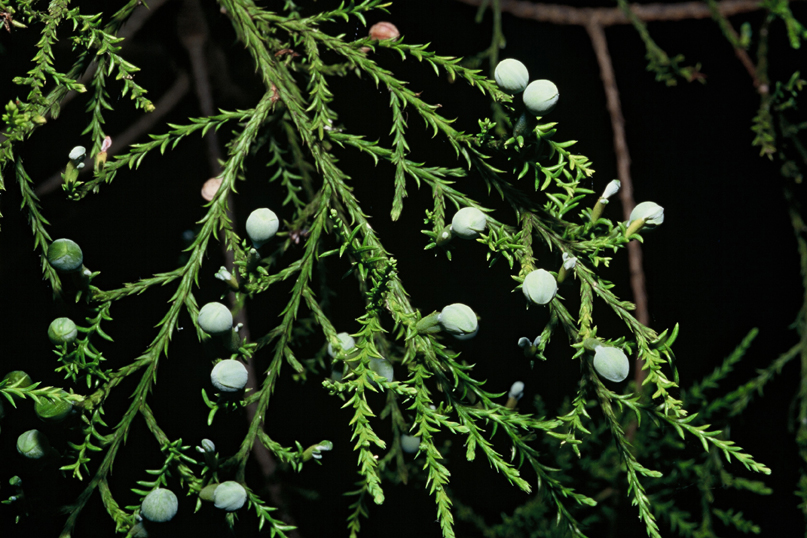
Dacrycarpus属の実
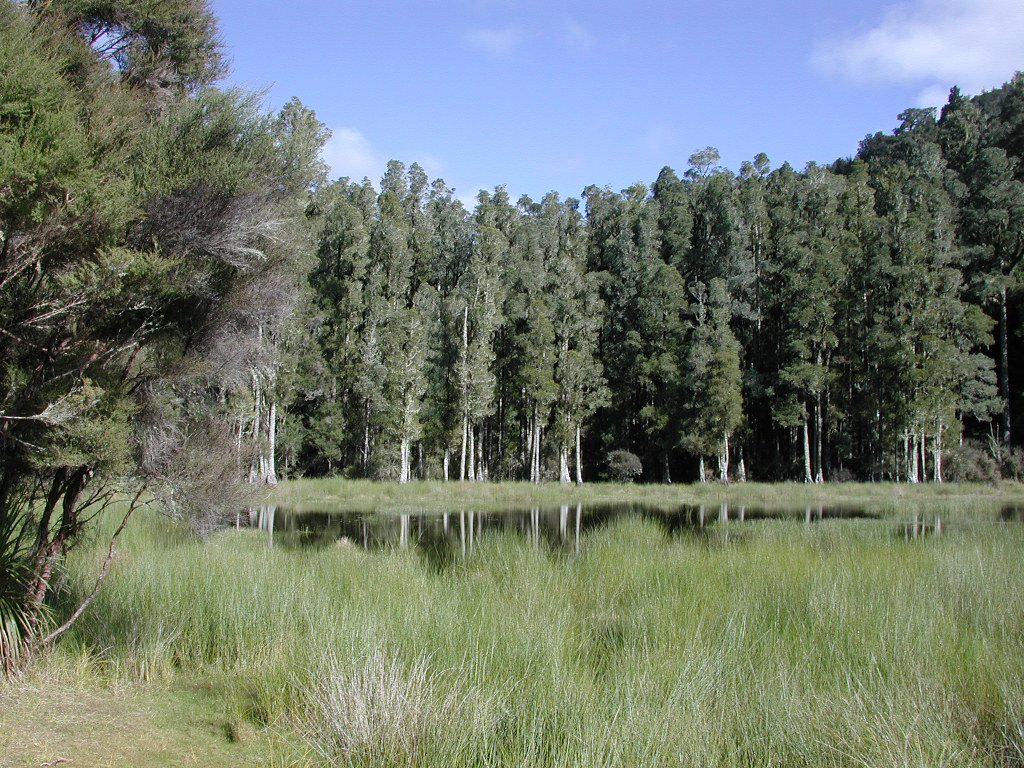
湿地の脇に成立したDacrycarpus属の森林

- Dacrydium

和名未定の属。ニュージーランドからマレー半島にかけて20種程度が分布し、マキ属(Podcarpus)に次ぐ規模のグループである。ニュージーランドに分布するDacrydium cupressinumは現地ではリム（rimu）と呼ばれている。
- Dacrydium属の樹形
- Dacrydium属の実

- Falcatifolium

和名未定の属。ニュージーランドからフィリピンにかけて6種が分布する。ニューカレドニアに分布するF. taxoidesは後述の寄生種Parasitaxus ustaの宿主とされている。
- Halocarpus

和名未定の属。ニュージーランドに3種が分布する、
- Halocarpus属の葉
- Halocarpus属の実

- Lagarostrobos

タスマニアにのみ分布するLagarostrobos franklinii（和名:フオンマツ）だけからなる単型。成長が遅く、丈夫な木材として乱獲されたため保護されている。

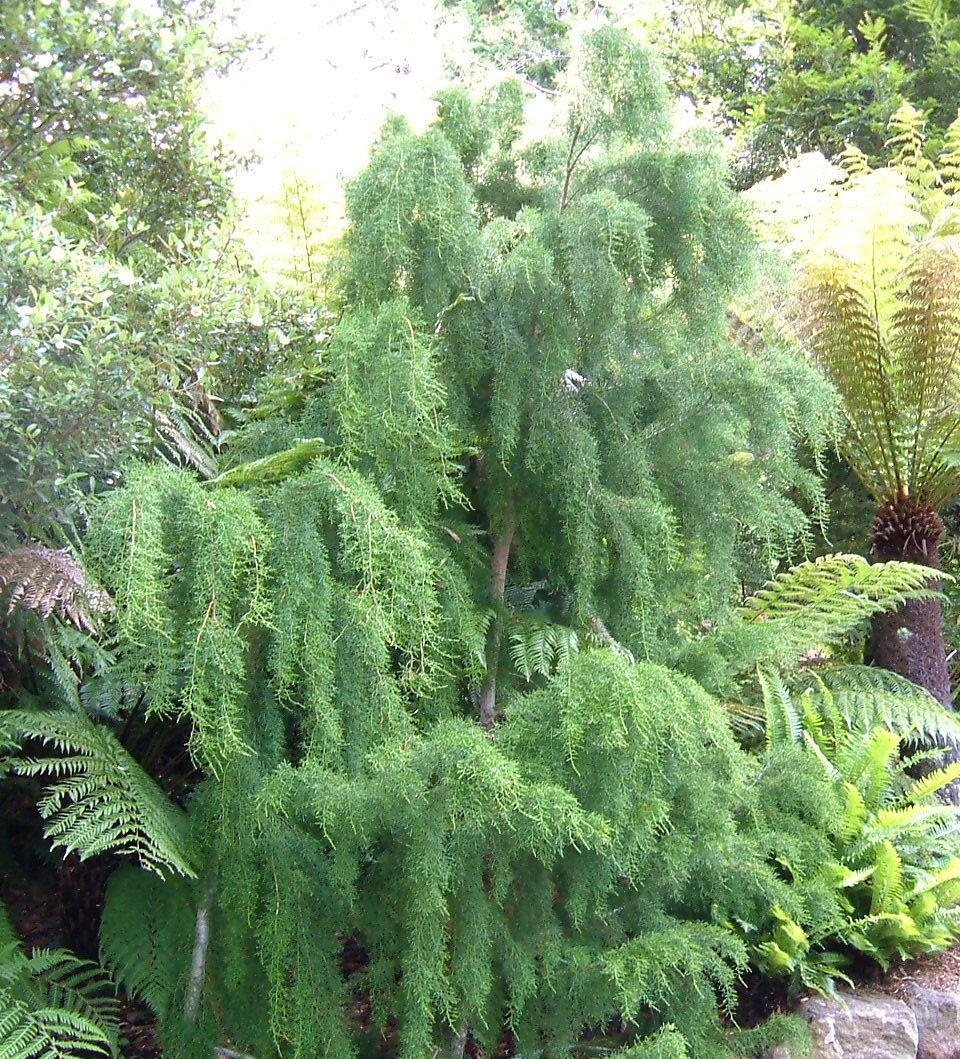
Lagarostrobos frankliniiの樹形

- Lepidothamnus

和名未定の属。南米アルゼンチンとチリに3種が分布する。

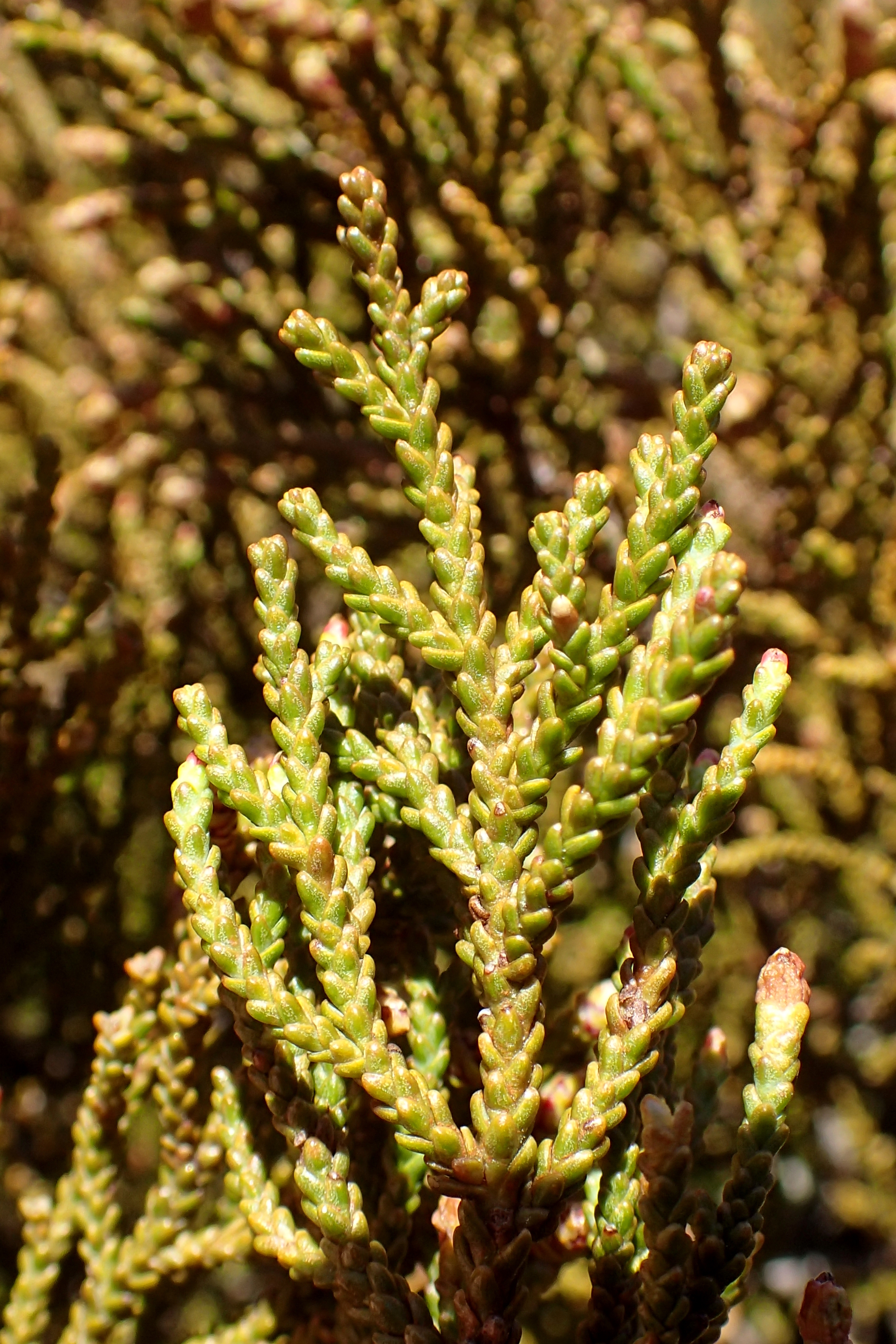
Lepidothamnus属の葉

- Manoao

和名未定の属。Manoao colensoiのみからなる単型（Lagarostrobos属から独立した）。
- Manao属の葉
- Manao属の葉の拡大

- Microcachrys

和名未定の属。Microcachrys tetragonaからなる単型。

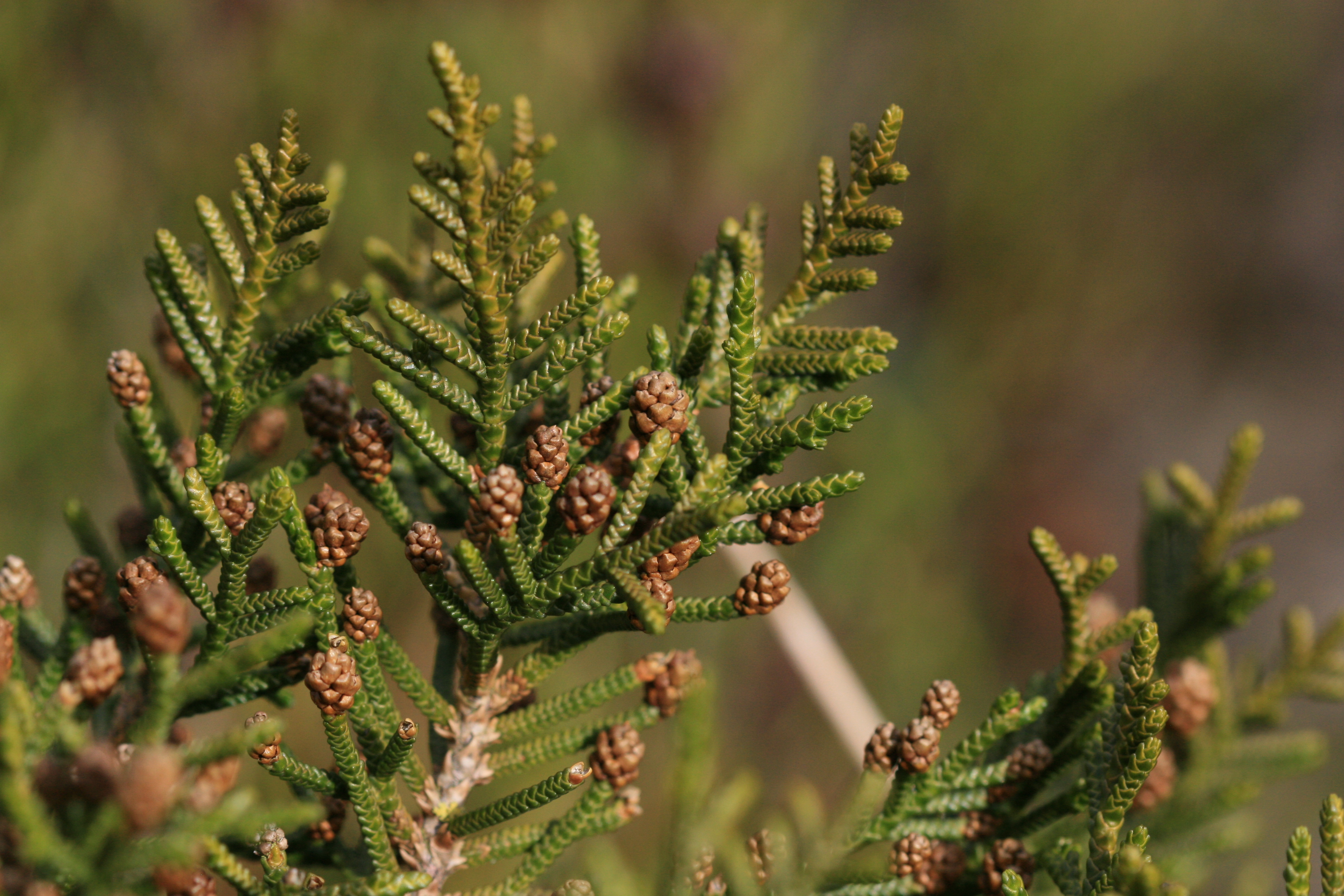
Microcachrys属の実
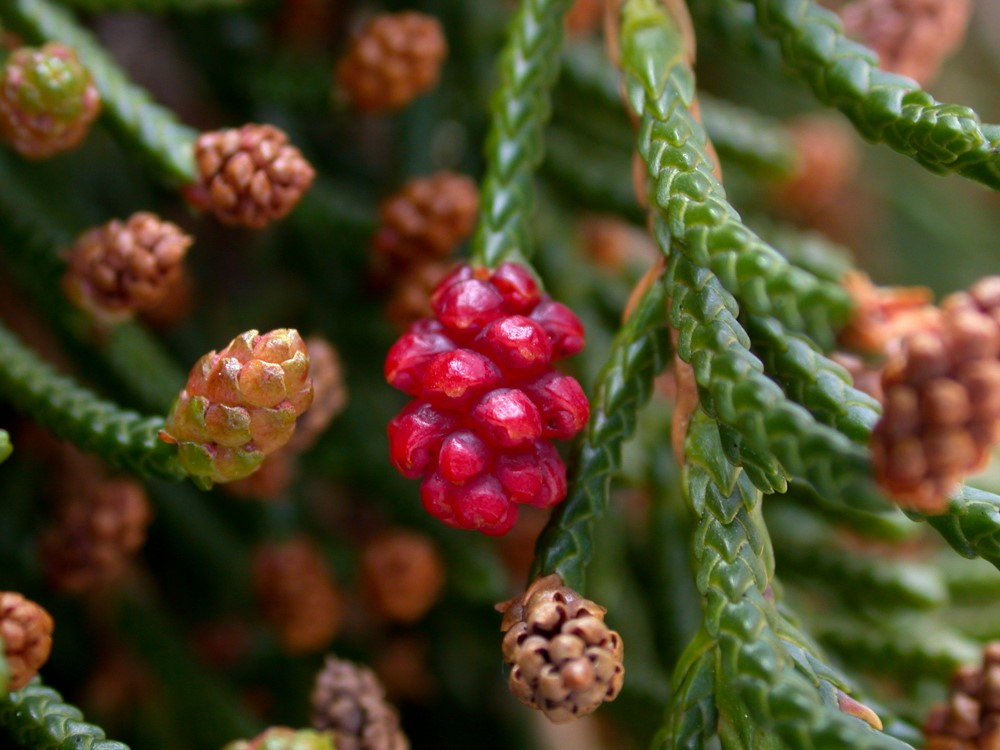
Microcachrys属

- Microstrobos

和名未定の属。2種からなる
- ナギ属　（学名：Nageia）

日本にはナギ（N. nagi）が分布する。名前が似ているナギモドキ属（Agatis）はマキ科に含める説もあったが、現在はナンヨウスギ科に置くのが一般的。
- ナギ属の葉と雄花
- ナギ属の実

- Parasitaxus

和名未定の属。Parasitaxus ustaからなる単型。同じマキ科で別属のFalcatifolium taxoidesという種に寄生しているとされる。ただし腐生植物とする説もあり、これについてはParasitaxusを参照。

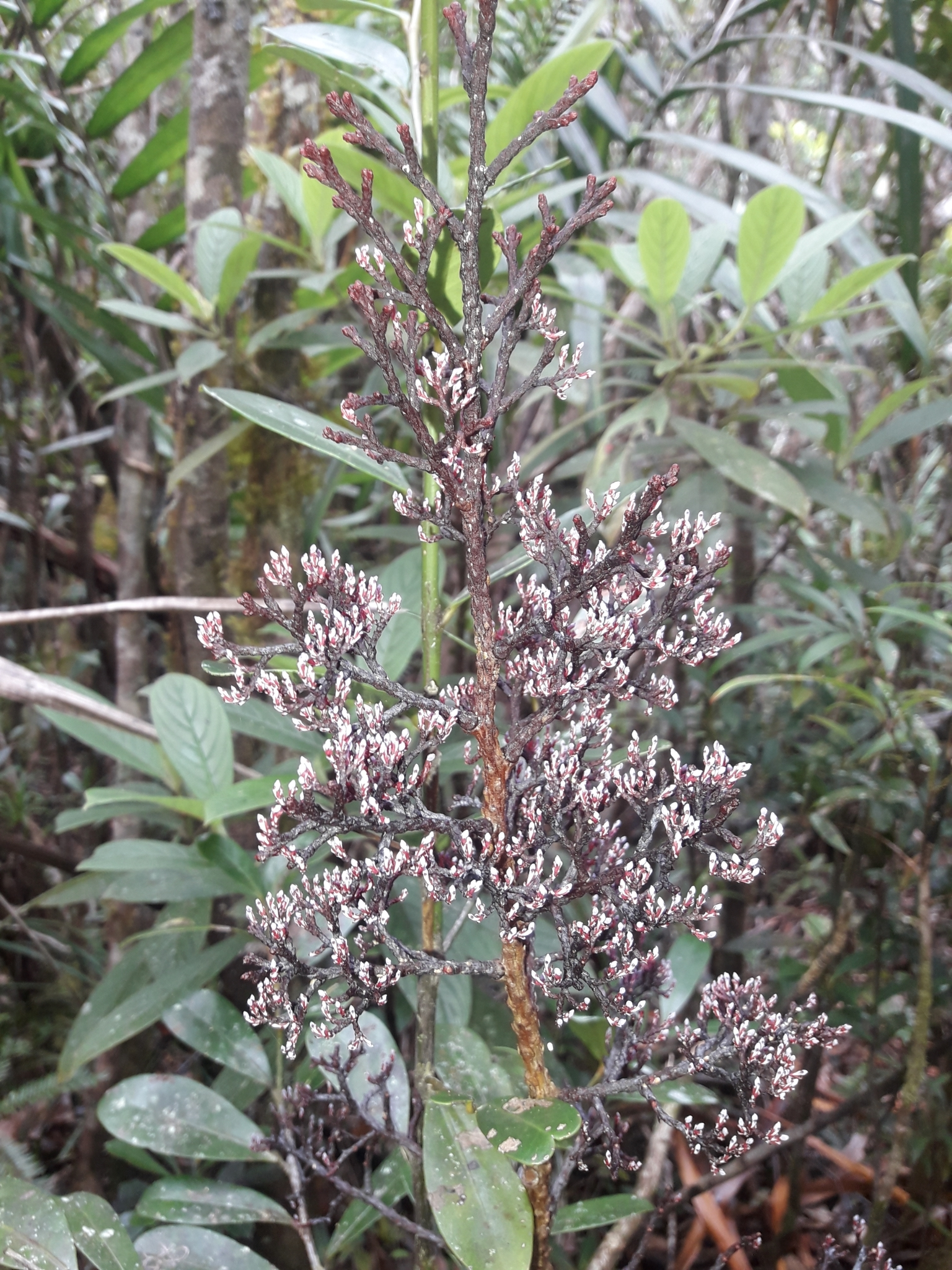
珍しい寄生植物P. usta
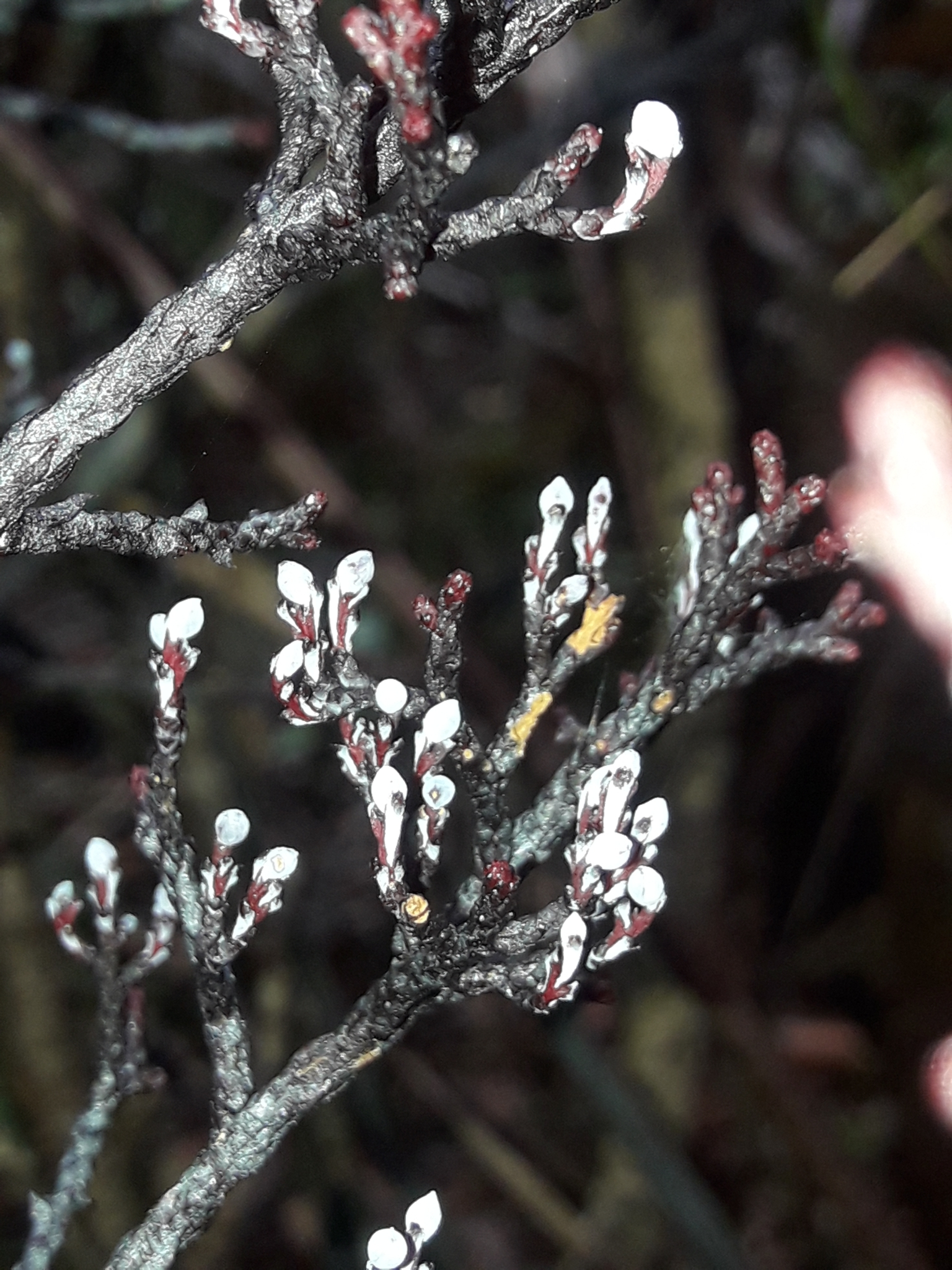
Parasitaxus属の実（白い部分）

- エダハマキ属（学名Phyllocladus）

5種を含む。独立のフィロクラドゥス科 Phyllocladaceae とする説もある。
- エダハマキ属の葉
- エダハマキ属の実

- マキ属（学名：Podocarpus）

マキ科の中でも最大のグループで100種あまりを含む。イヌマキ（P. macrophyllus）が日本にも分布する。

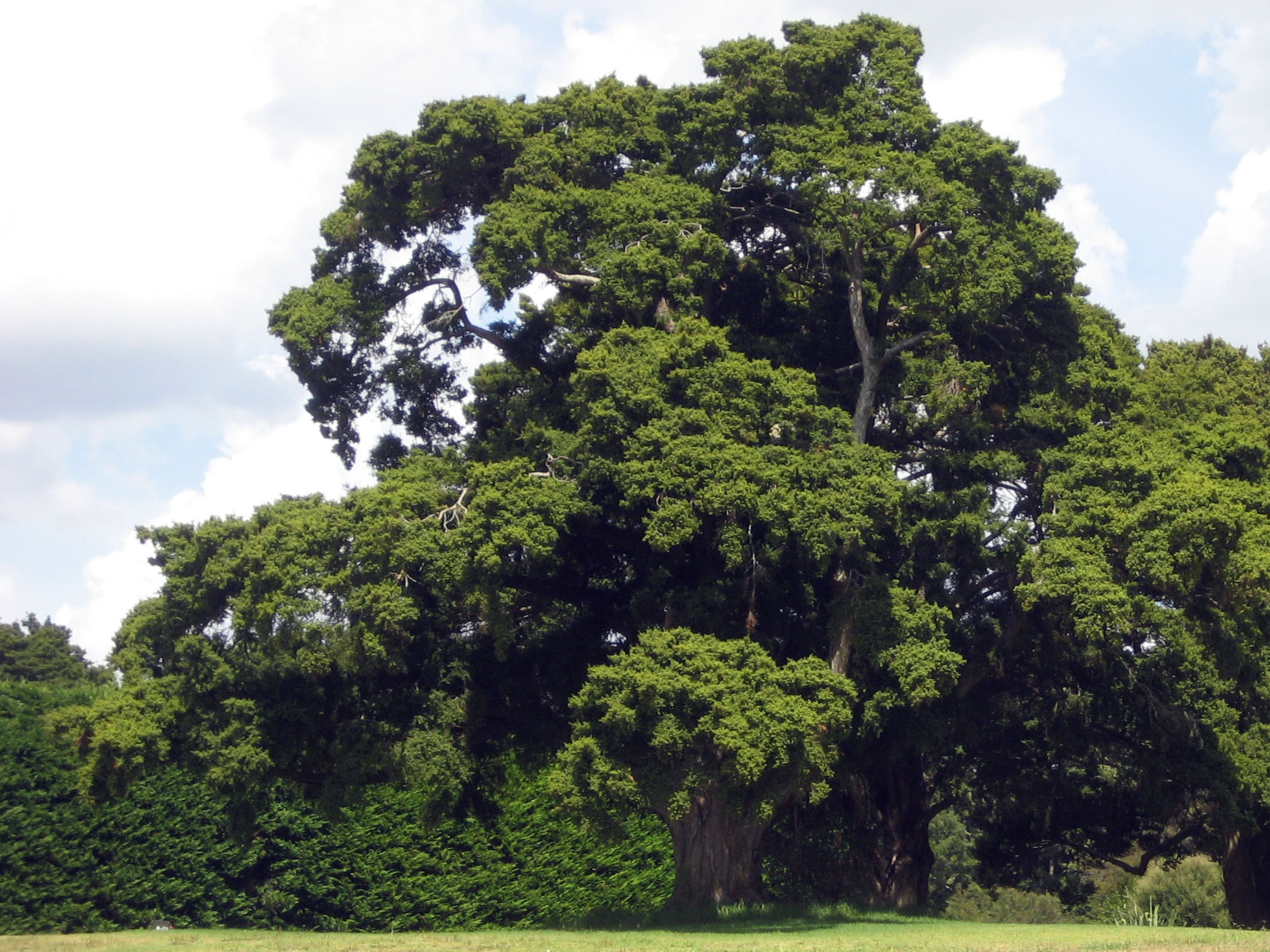
Podcarpus totaraの樹形
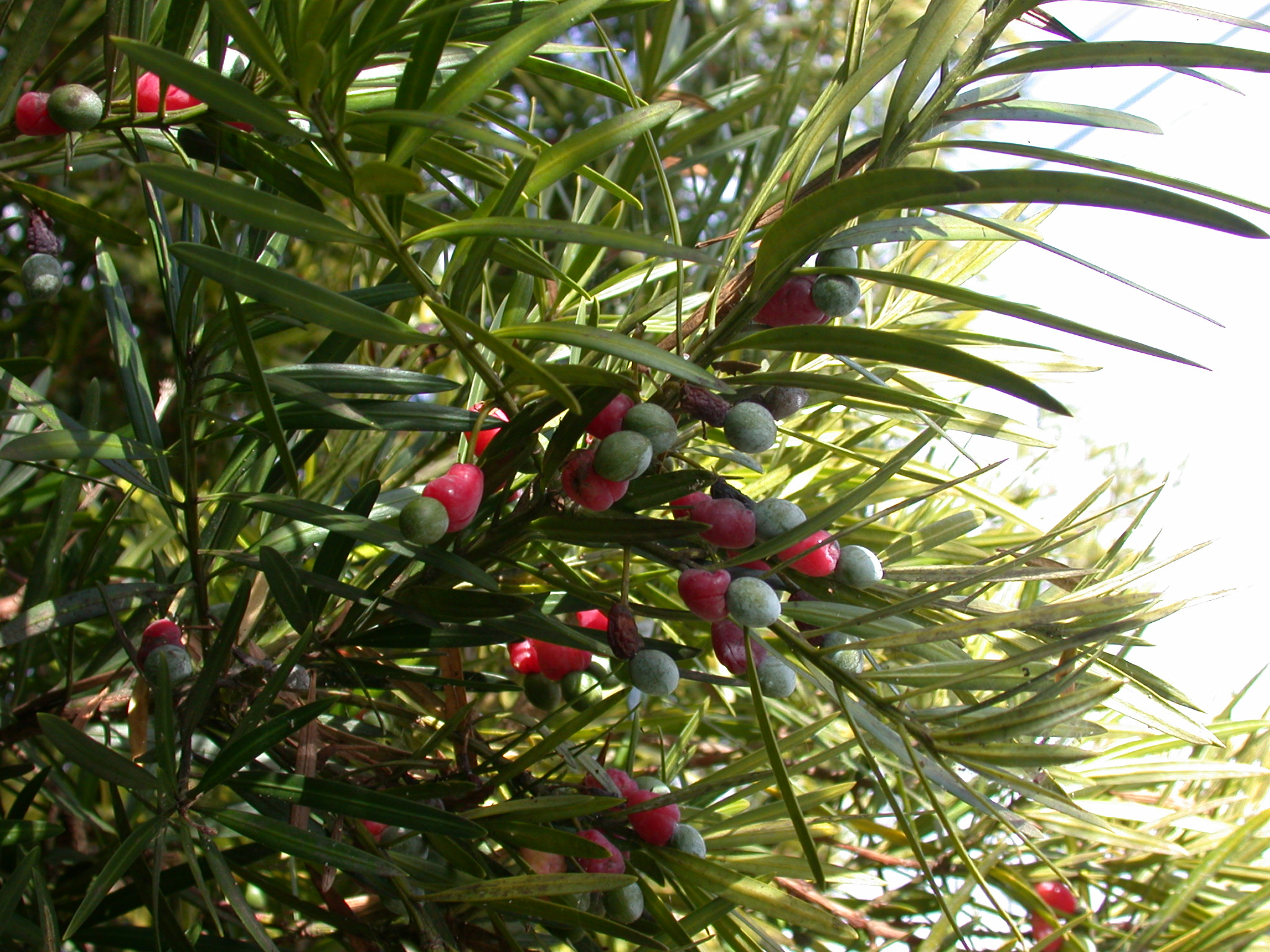
イヌマキの葉と実
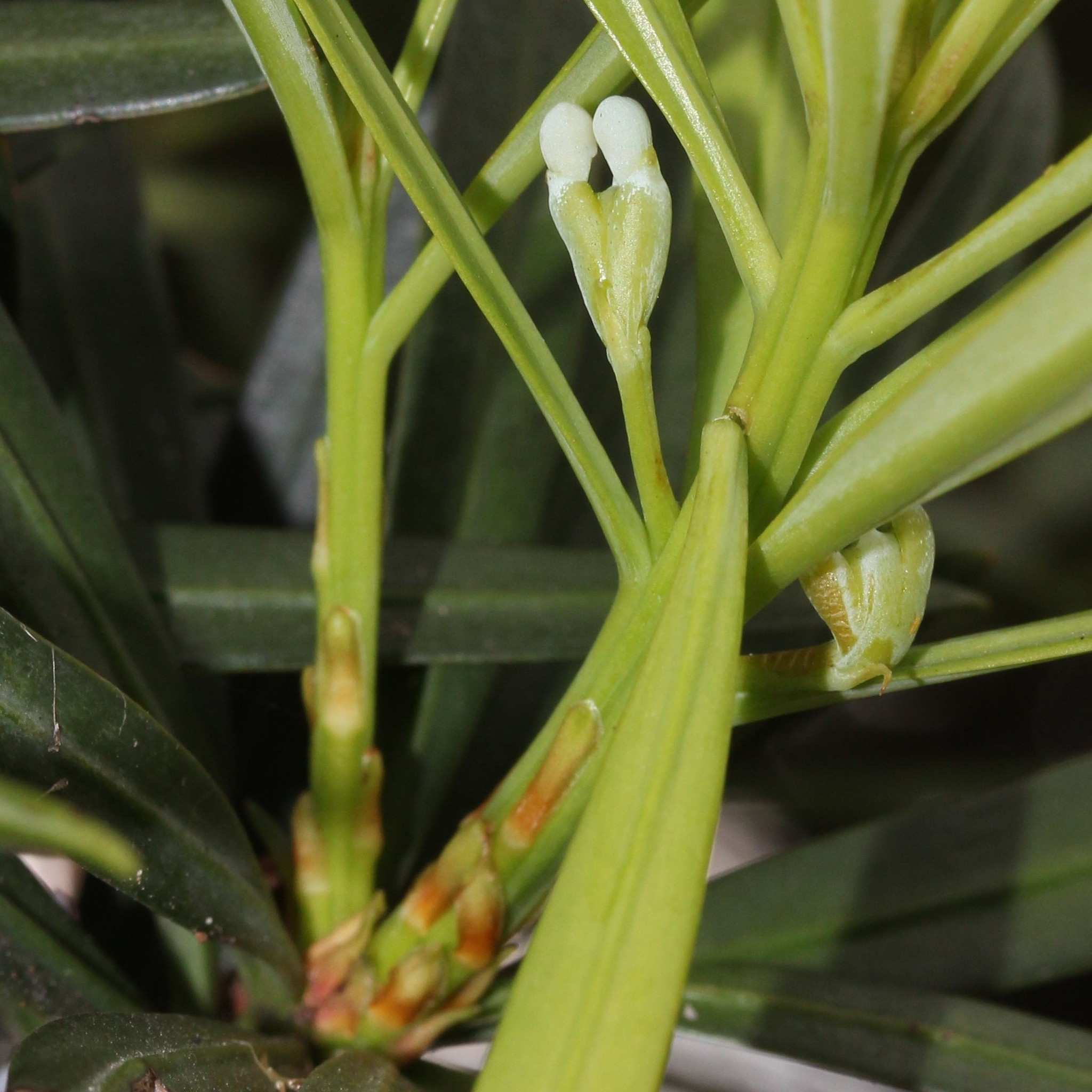
イヌマキの雌花
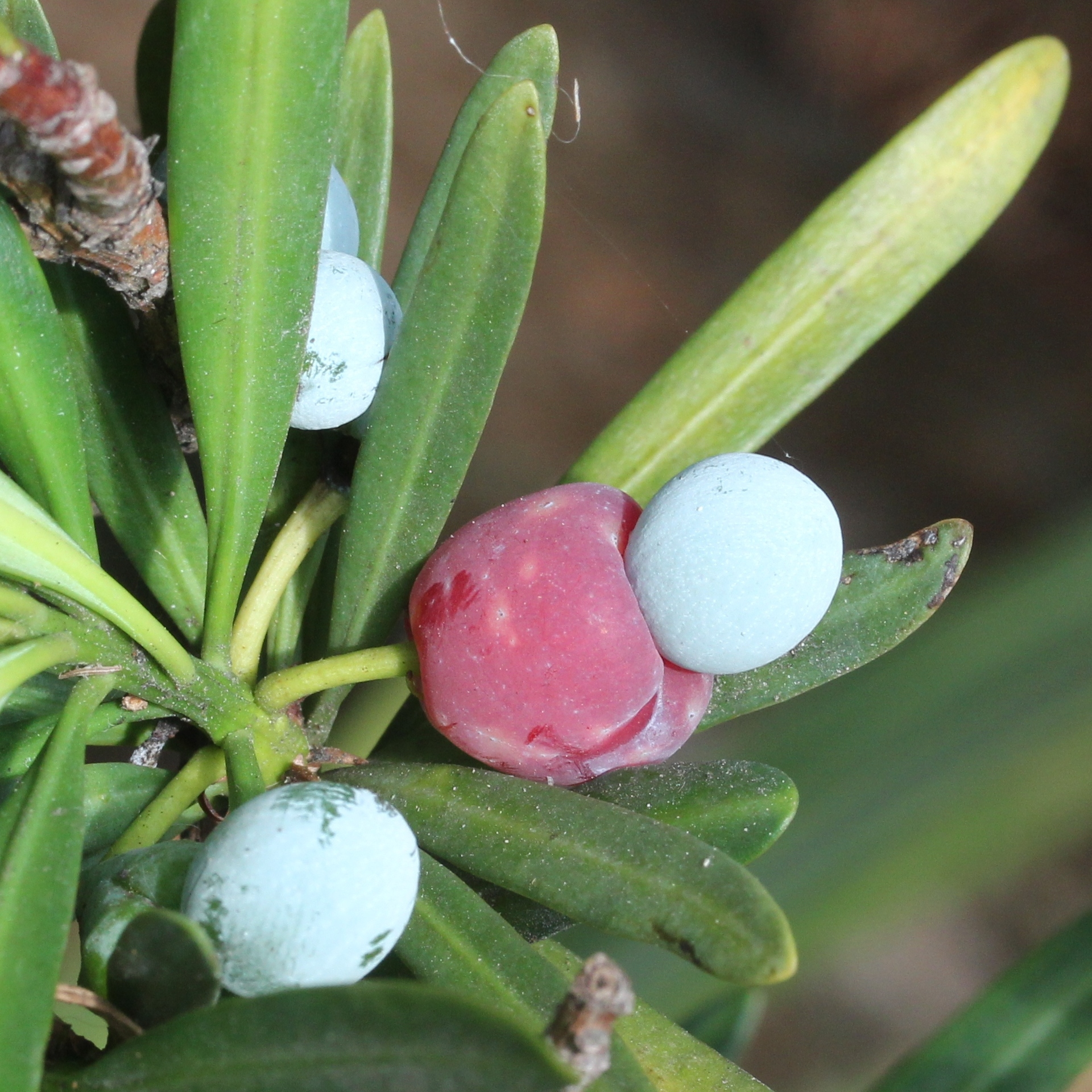
イヌマキの変種ラカンマキの実
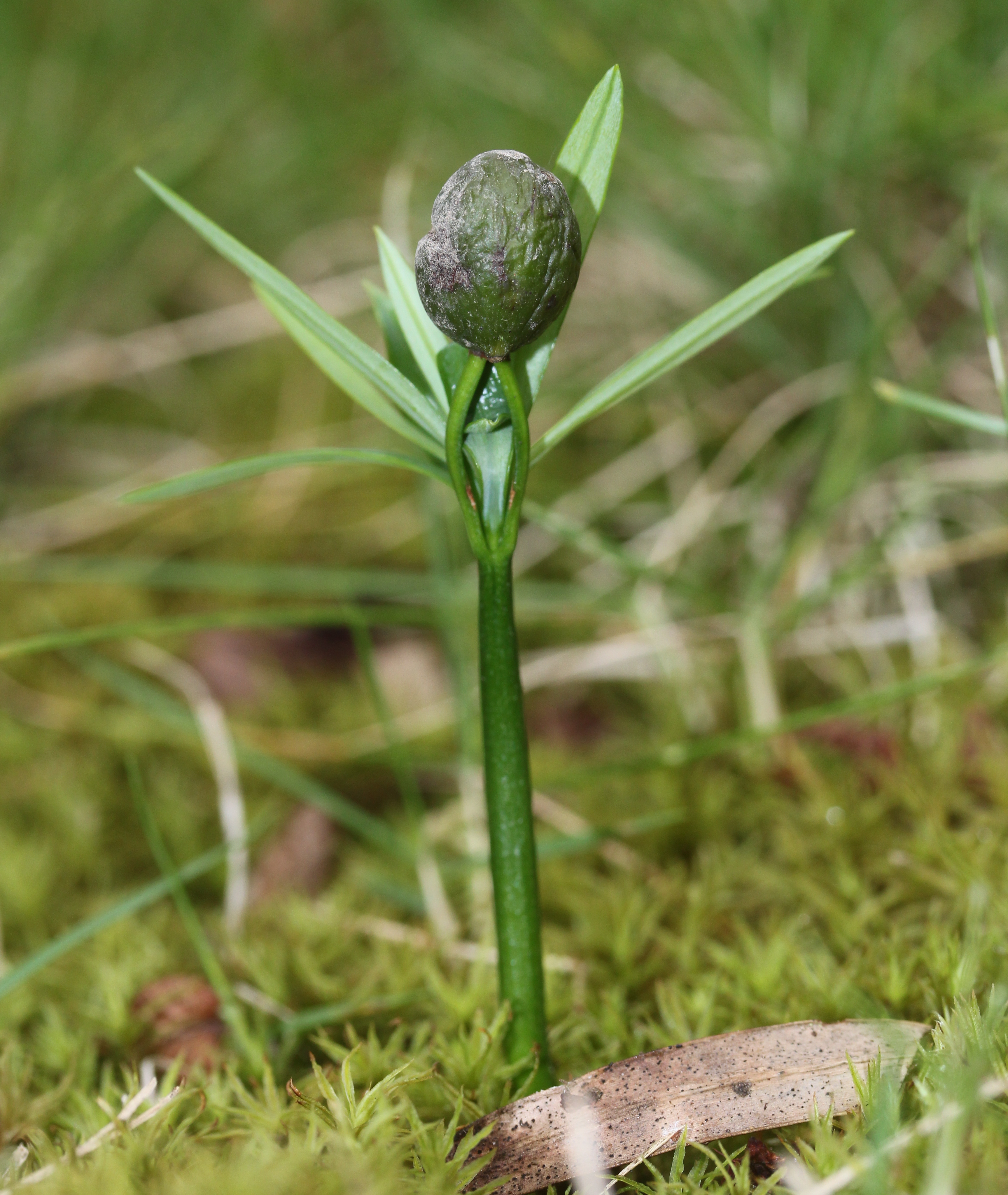
マキ属の発芽は地上性（英:epigeal）である
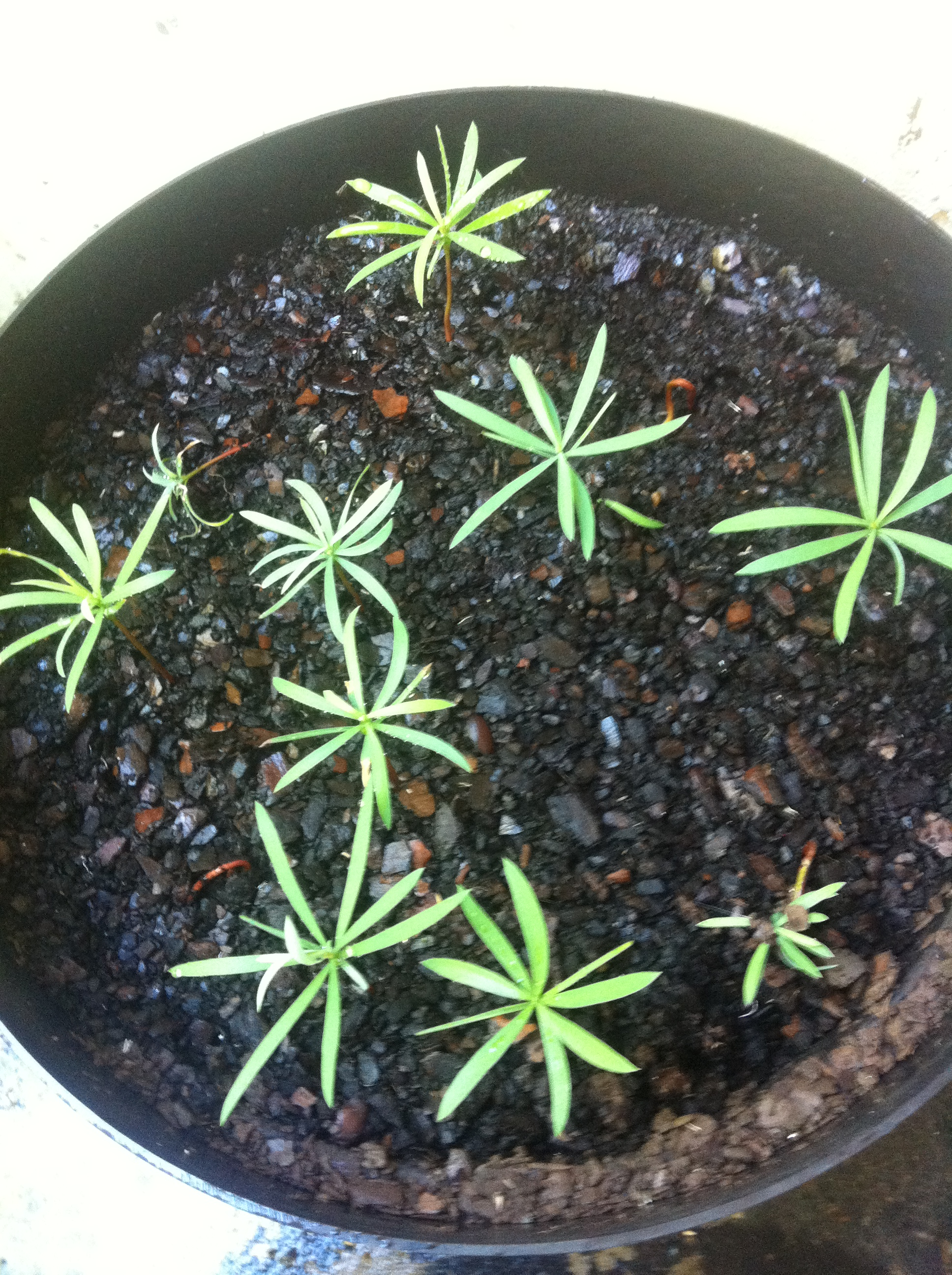
マキ属の子葉

- Prumnopitys

和名未定の属。9種を含む。

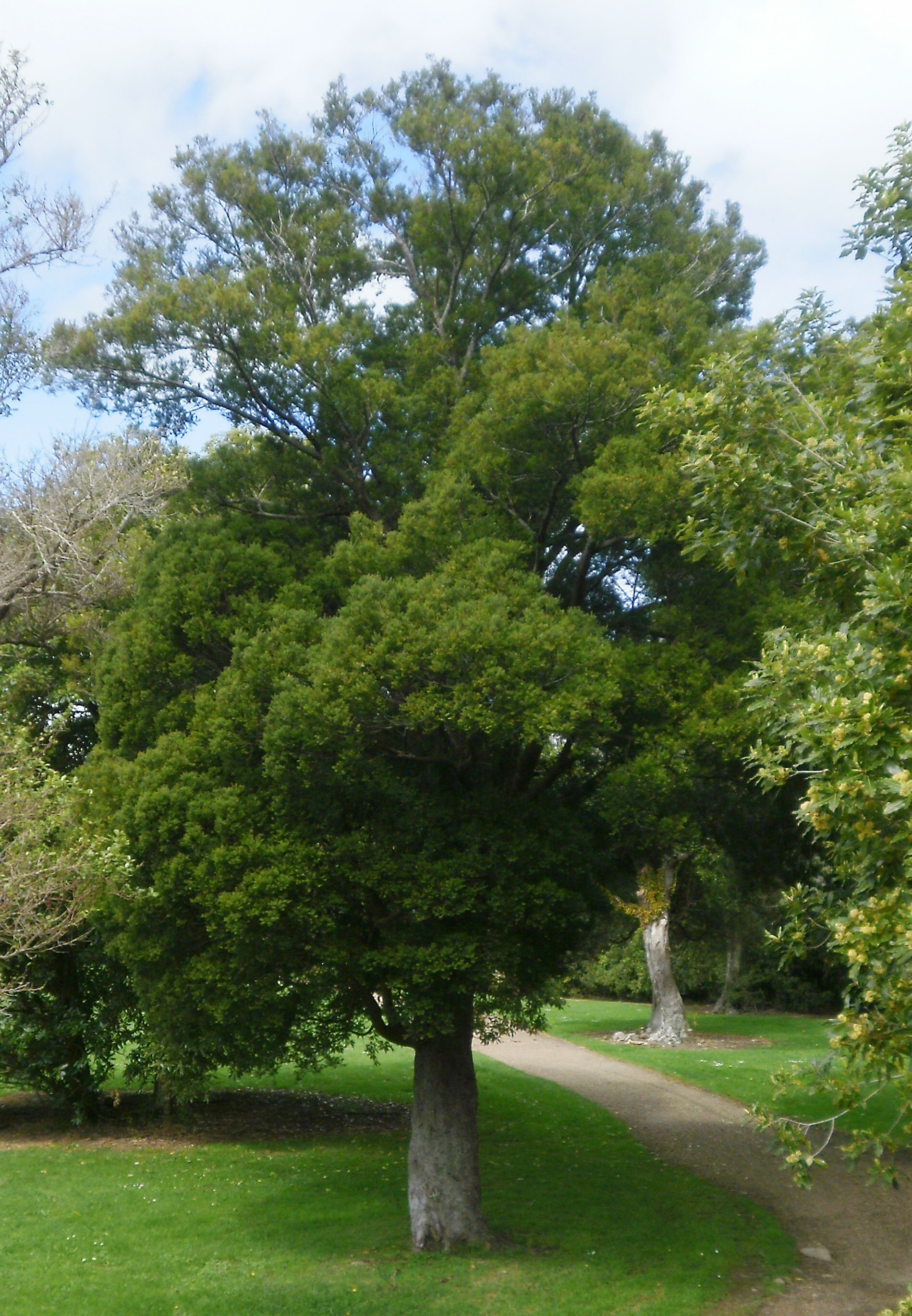
Prumnoptys属の樹形
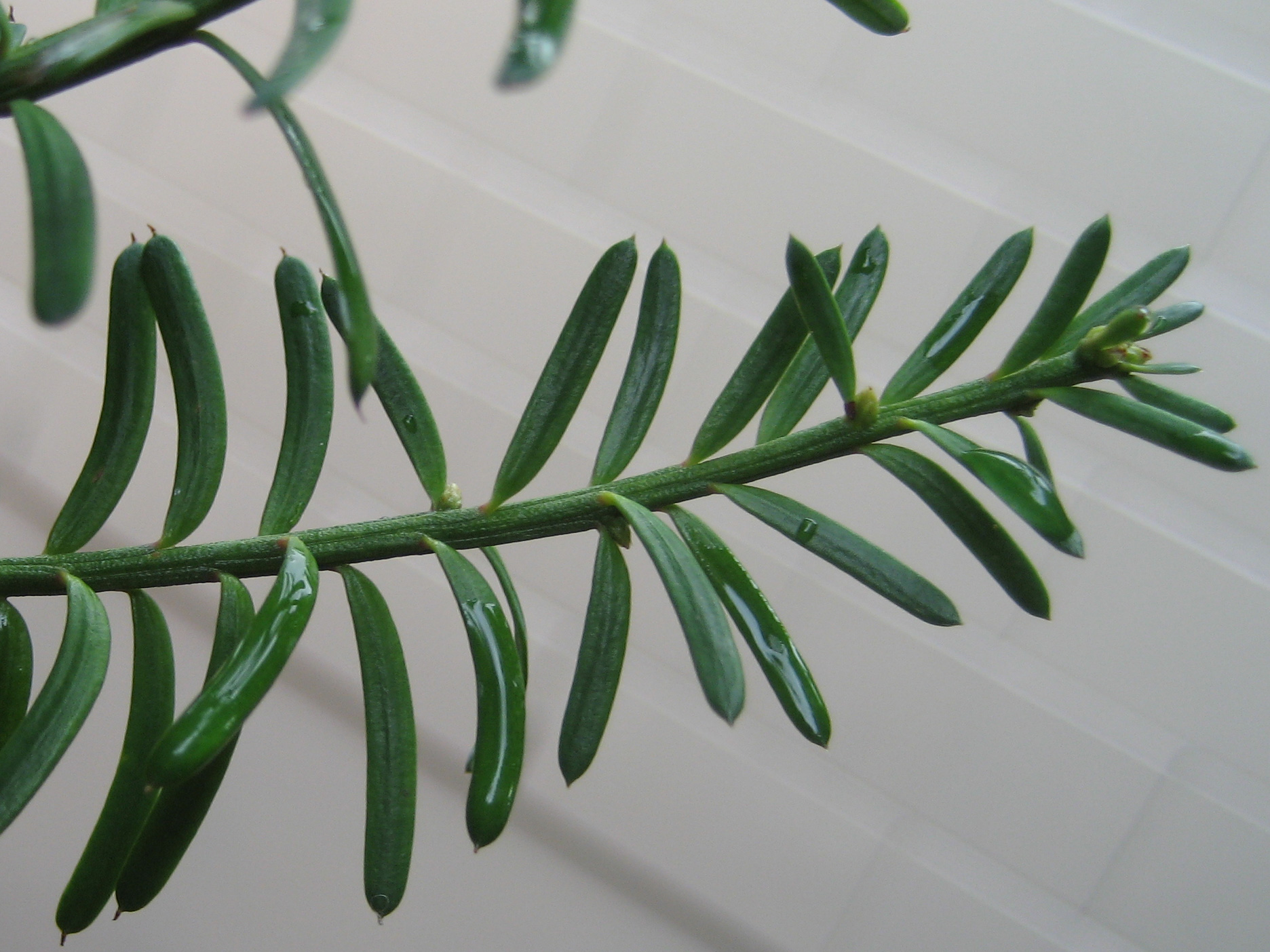
Prumnoptys属の葉

- Retrophyllum

和名未定の属。6種を含む。

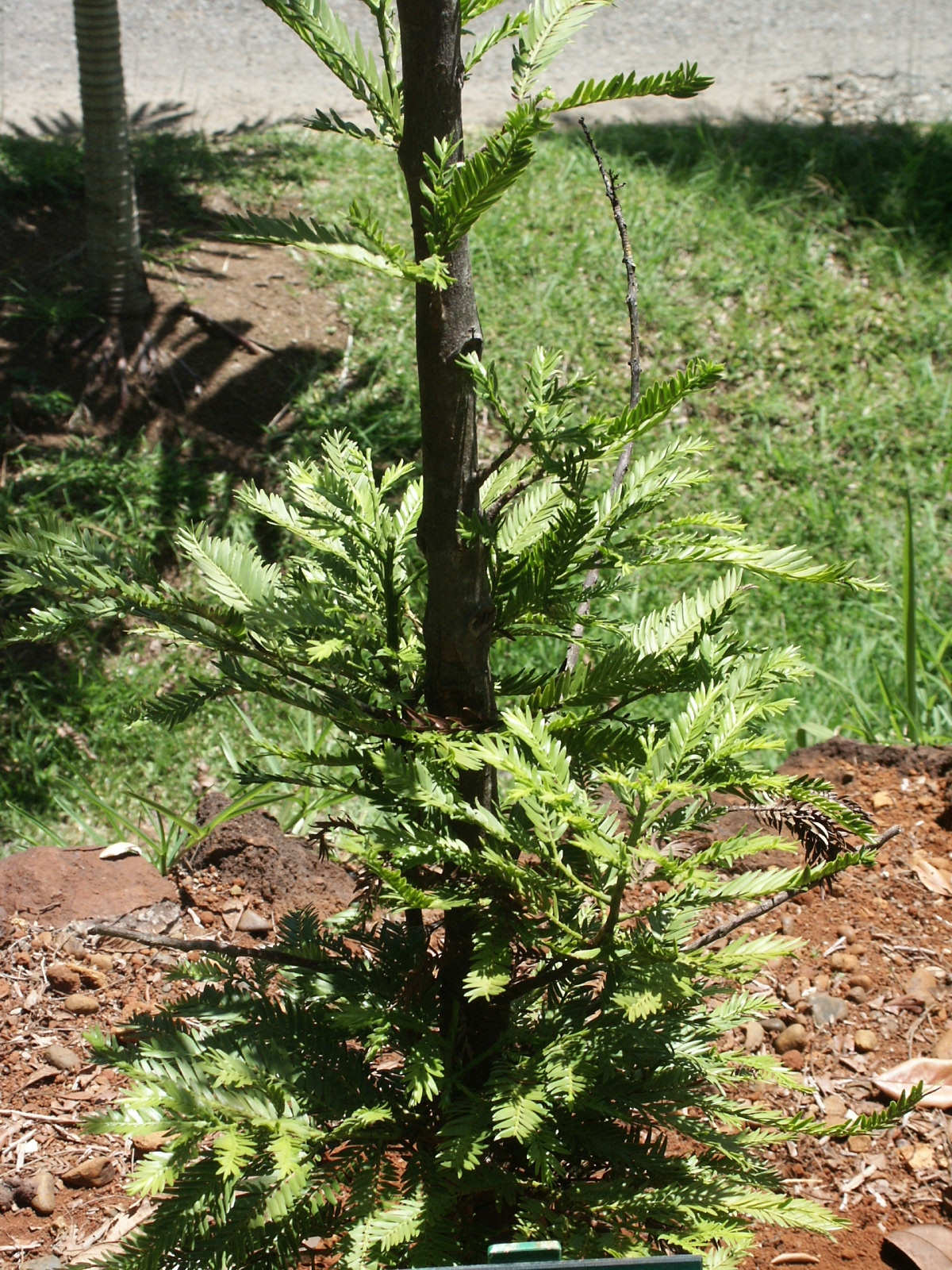
Retrophyllum属の葉

- Saxegothaea

和名未定の属。Saxegothaea conspicua一種からなる単型。

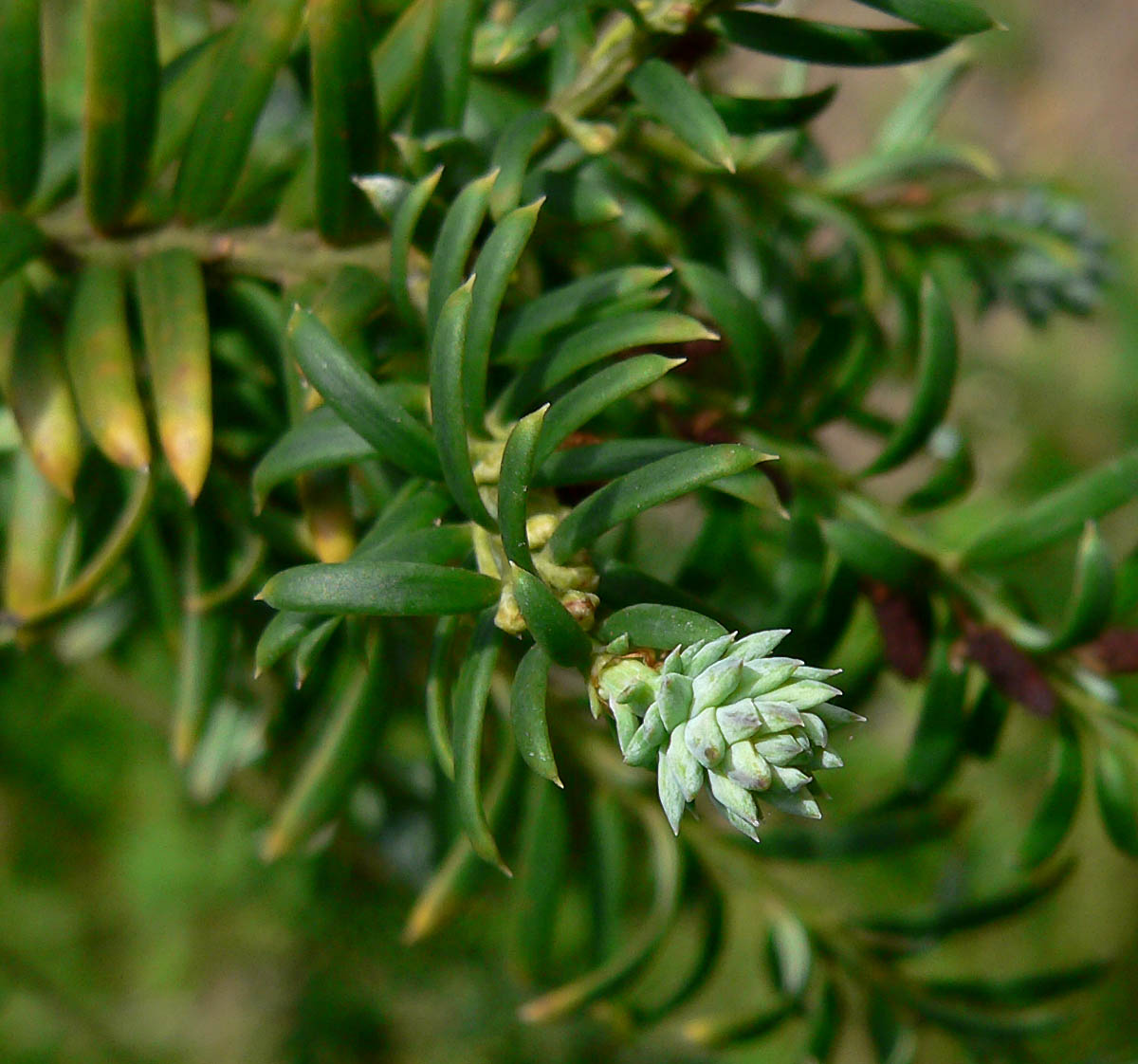
Saxegothea conspicuaの葉

- Sundacarpus

和名未定の属。Sundacarpus amarus一種からなる単型。